# Lorettokapelle (Freiburg im Breisgau)

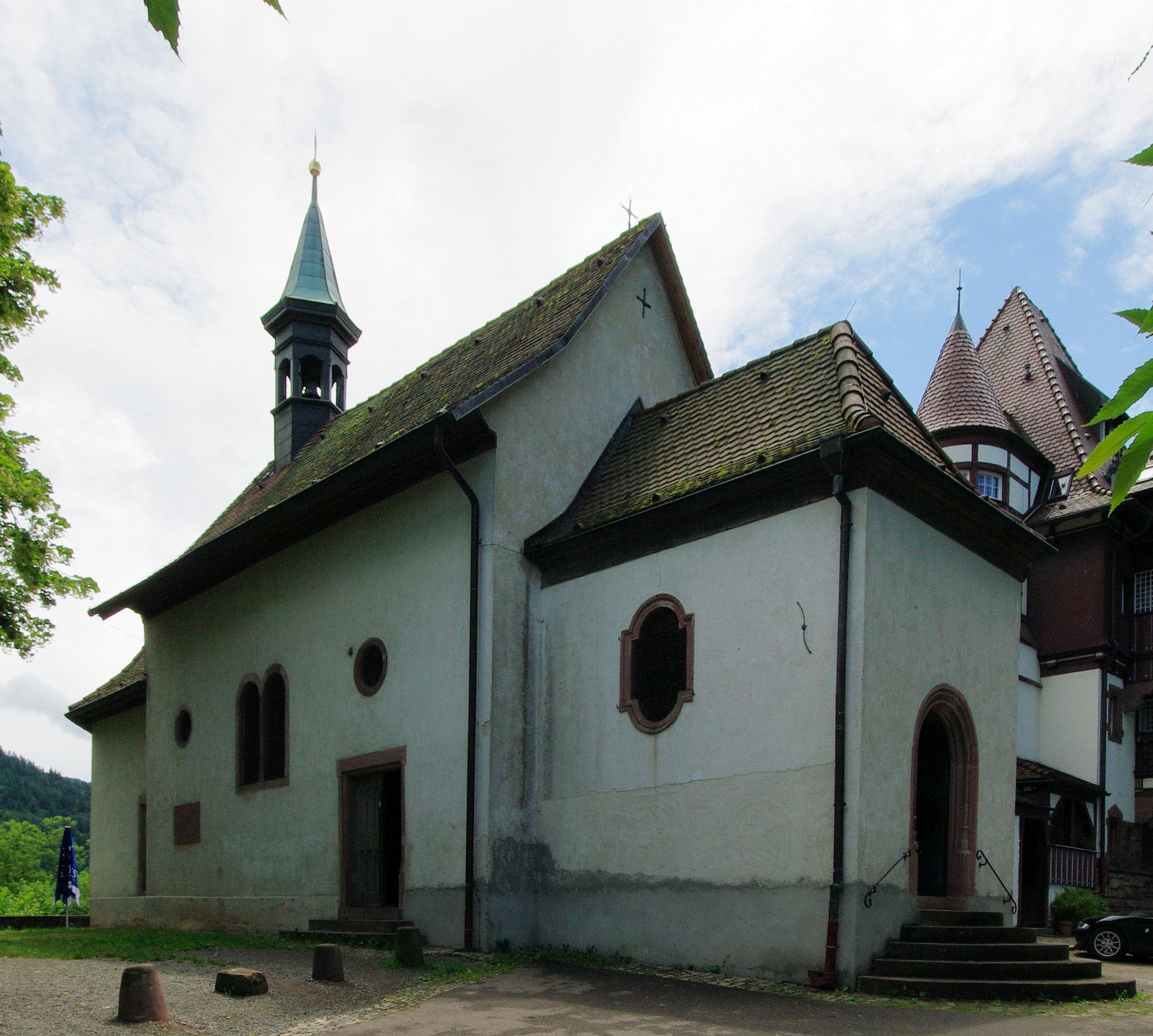
Die Lorettokapelle: links der Eingang zur Hauptkapelle, rechts der Eingang mit Stufen zur Josephskapelle

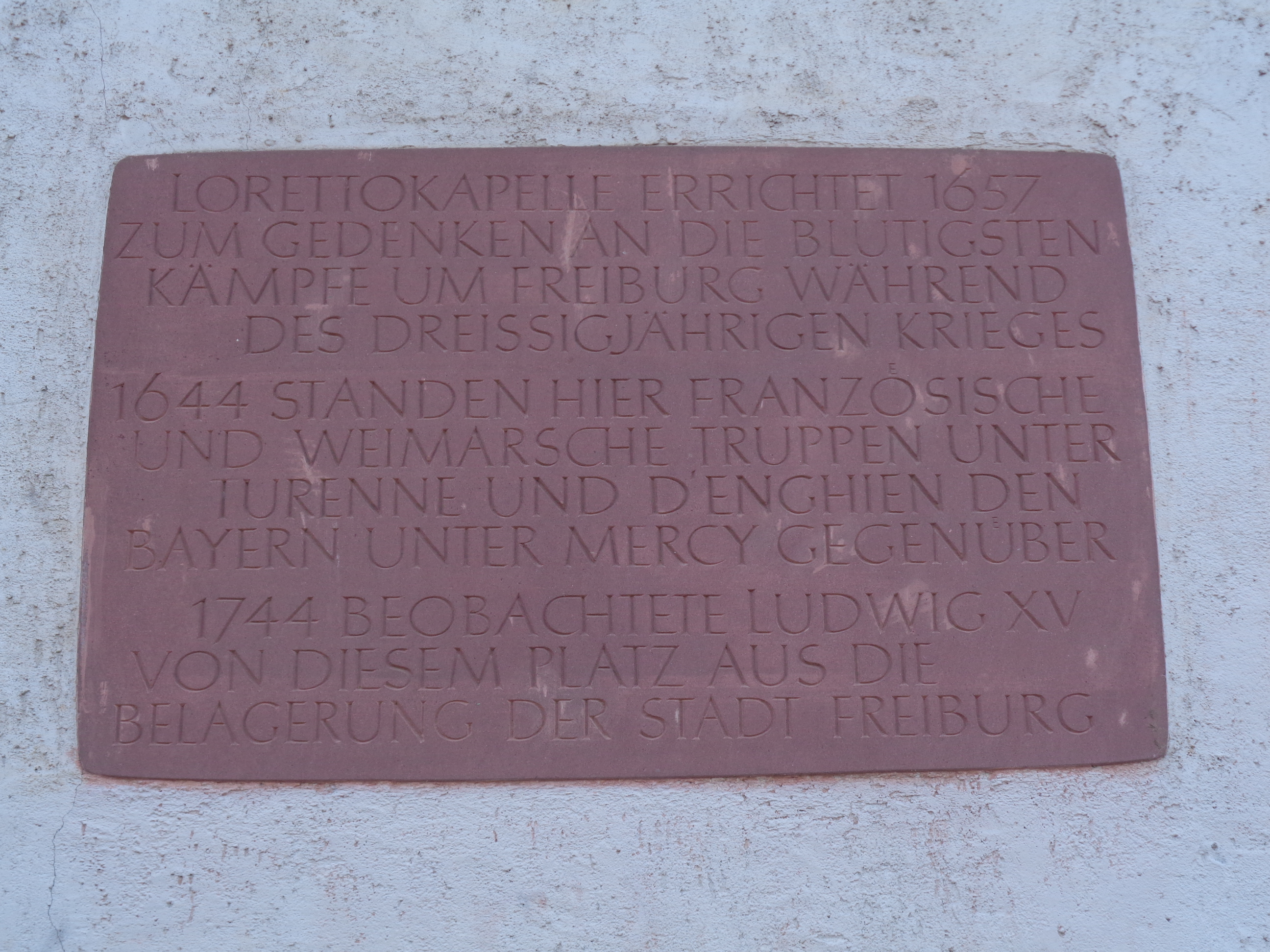
Links vom Haupteingang befindet sich eine Gedenktafel zur Schlacht bei Freiburg 1644

Die Lorettokapelle auf dem Freiburger Lorettoberg ist eine von vielen Nachbildungen der Santa Casa („Heiliges Haus“) innerhalb der Basilika vom Heiligen Haus in Loreto in dem italienischen Wallfahrtsort Loreto. (Im Italienischen wird Loreto nur mit einem „t“ geschrieben.) Zu dem Ensemble gehören das Brüderhaus neben der Kapelle, der ursprünglich von der Lorettostraße heraufführende Kreuzweg und der oberhalb der Kapelle stehende Hildaturm, der 1886 erbaut und nach der letzten Großherzogin von Baden, Hilda von Nassau benannt ist.

## Geschichte der Freiburger Kapelle

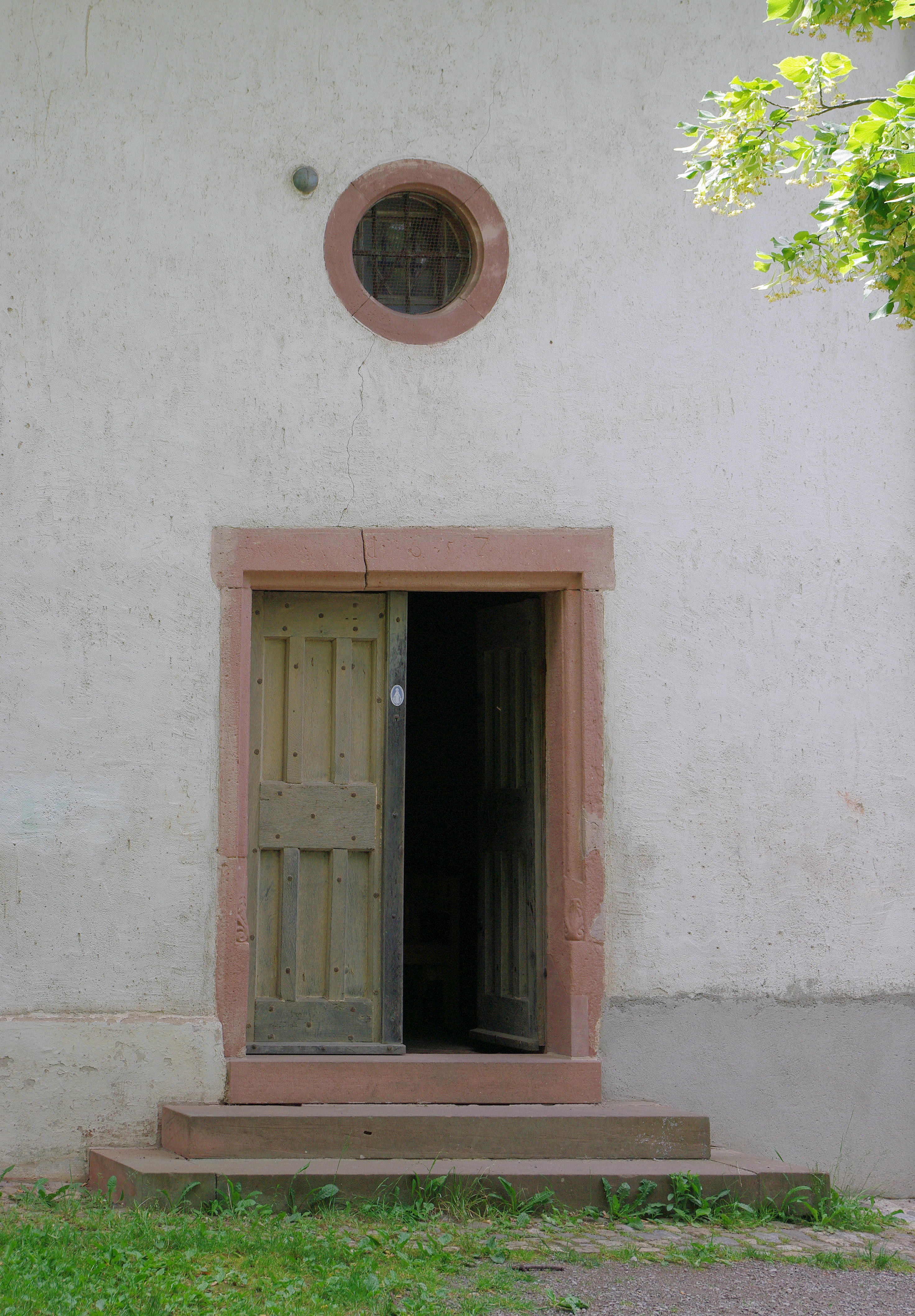
Haupteingang der Marienkapelle mit der Kanonenkugel von 1744 neben dem Rundfenster

Der Anlass für den Kapellenbau waren die schweren Kämpfe während der Schlacht bei Freiburg zwischen einer bairischen Reichsarmada unter Franz von Mercy und einer französischen Armee unter dem Duc d’Enghien gegen Ende des Dreißigjährigen Krieges. Die erbitterten Auseinandersetzungen mit hohen Verlusten auf beiden Seiten und schwankendem Kriegsglück fanden am 5. August 1644 an den Hängen des Schlierbergs statt. Die Freiburger Bürger gelobten im Falle eines Sieges, dort an Stelle einer in den Kämpfen zerstörten Josephskapelle für die heilige Jungfrau Maria ein Lauretanisches Haißlein nach dem Muster der Santa Casa in Loreto zu bauen. Tatsächlich zogen sich die Franzosen nach dem Verlust von 6000 Mann nachts in Richtung Breisach zurück.
Erst 13 Jahre später stifteten Christoph Mang, der Zunftmeister der Kaufleute, und sein Sohn Franz Xaver die Lorettokapelle, die dann im Oktober 1657 vollendet war. 1660 wurde die von Freiherr Heinrich von Garnier gestiftete Anna-Kapelle angebautl. Nach dem Willen der Stifter unterstand die neue Kapelle der Münsterpfarrei (Unserer Lieben Frauen Hütten); die Seelsorge oblag dem Vetter des Stifters, nämlich dem Guardian des Kapuzinerklosters und seinen Nachfolgern. In den folgenden Jahren nahmen die Wallfahrten zur Lorettokapelle dermaßen zu, dass der Freiburger Stadtrat 1785 dort Gottesdienste an Sonn- und Feiertagen untersagte, damit die Gläubigen stattdessen den Gottesdienst in ihren Ortspfarreien besuchten.
Im österreichischen Erbfolgekrieg kam es 1744 zu einer weiteren Auseinandersetzung zwischen Österreich und Frankreich. Der französische König Louis XV. wählte den Platz vor der Kapelle, um die Beschießung Freiburgs zu beobachten. Trotz einer Absprache der kriegsführenden Parteien, den Feldherrnhügel Louis’ XV. nicht zu beschießen, der dafür versprach, bei der Kanonade das Freiburger Münster zu schonen, schlug eine Kanonenkugel in die Kapelle ein, verfehlte jedoch den König. Die Kugel ist noch heute über der seitlichen Kapellentür zu sehen.
Obwohl 1788 durch ein Dekret Kaiser Josephs II. alle Nebenkapellen aufgehoben wurden, blieben auf Grund des Protestes der Freiburger Bürger, deren Magistrat 1788 eine Denkschrift, die auf den Willen der Stifter verwies, nach Wien schickte sowohl die Lorettokapelle als auch St. Ottilien erhalten. Auch ein weiterer Aufhebungsbeschluss von 1807 durch die badische Regierung konnte abgewehrt werden.
Bei den Renovierungsarbeiten Ende des 18. Jahrhunderts, durch die das Innere der Kapelle dem Stil der Zeit angepasst werden sollte, wurden die bestehenden Malereien übertüncht, die nach originalen Loreto-Kupferstichen von Johann Caspar Brenzinger (1651–1737) gefertigt worden waren. Im Jahre 1902 stellte dann der Kunstmaler Josef Schultis die ursprünglichen Wandgemälde so gut wie möglich wieder her.
Seit November 2008 sind die Kapelle und das benachbarte Gebäude sowie der Kreuzweg vom Regierungspräsidium Freiburg als „Sachgesamtheit Lorettokapelle“ im örtlichen Denkmalbuch eingetragen. In dem Eintragungsbescheid wird festgestellt, dass diese denkmalrechtliche Einheit auf Grund ihres hohen wissenschaftlichen, baukünstlerischen und heimatgeschichtlichen Ranges und ihrer beeindruckenden originalen Überlieferung ein Kulturdenkmal von besonderer Bedeutung ist, an dessen Erhaltung ein gesteigertes öffentliches Interesse besteht.

## Überlieferung und Legende derSanta Casain Loreto/Italien

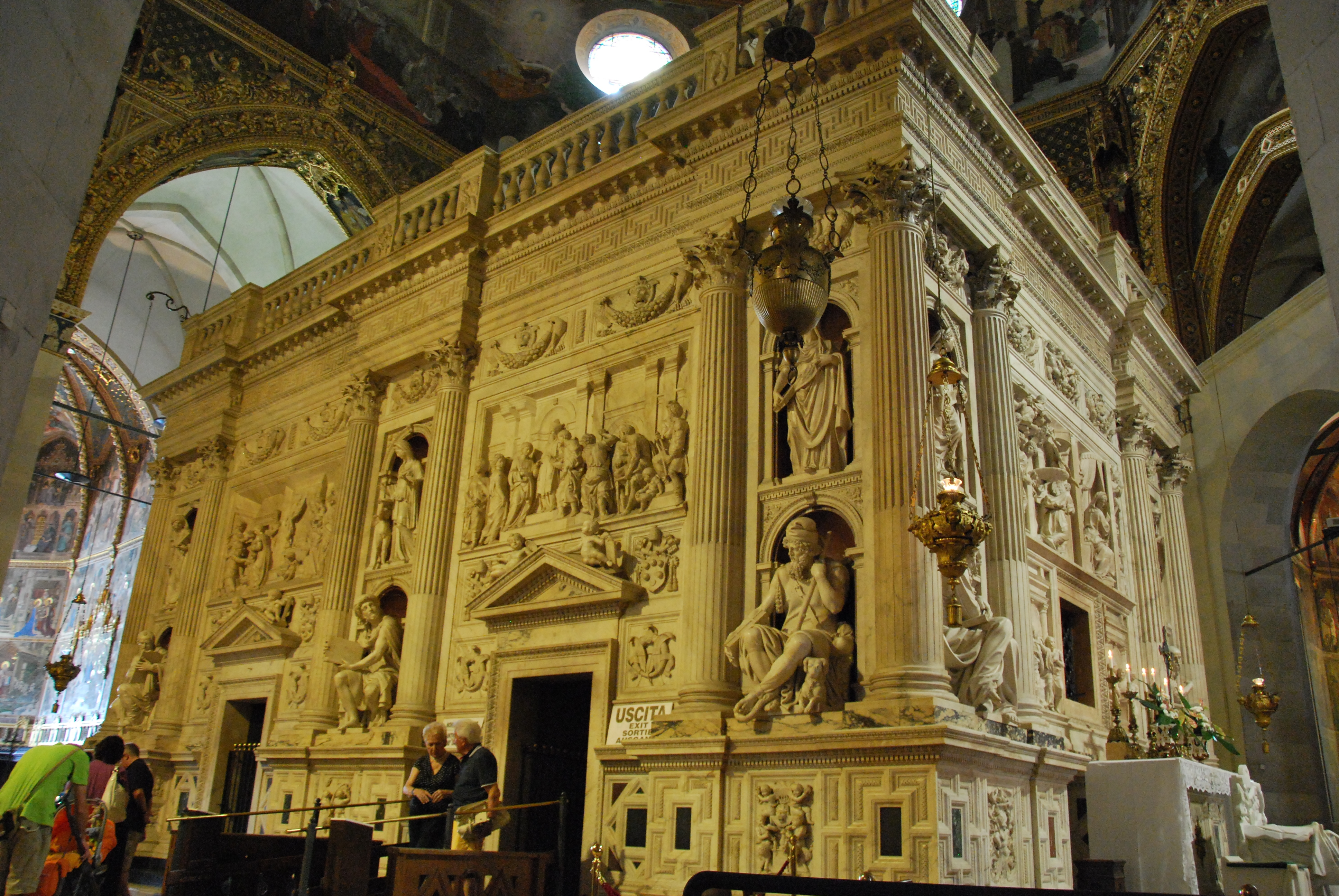
Das „Heilige Haus“ innerhalb der Basilika von Loreto, außen verkleidet mit Marmorreliefs des 15. Jahrhunderts

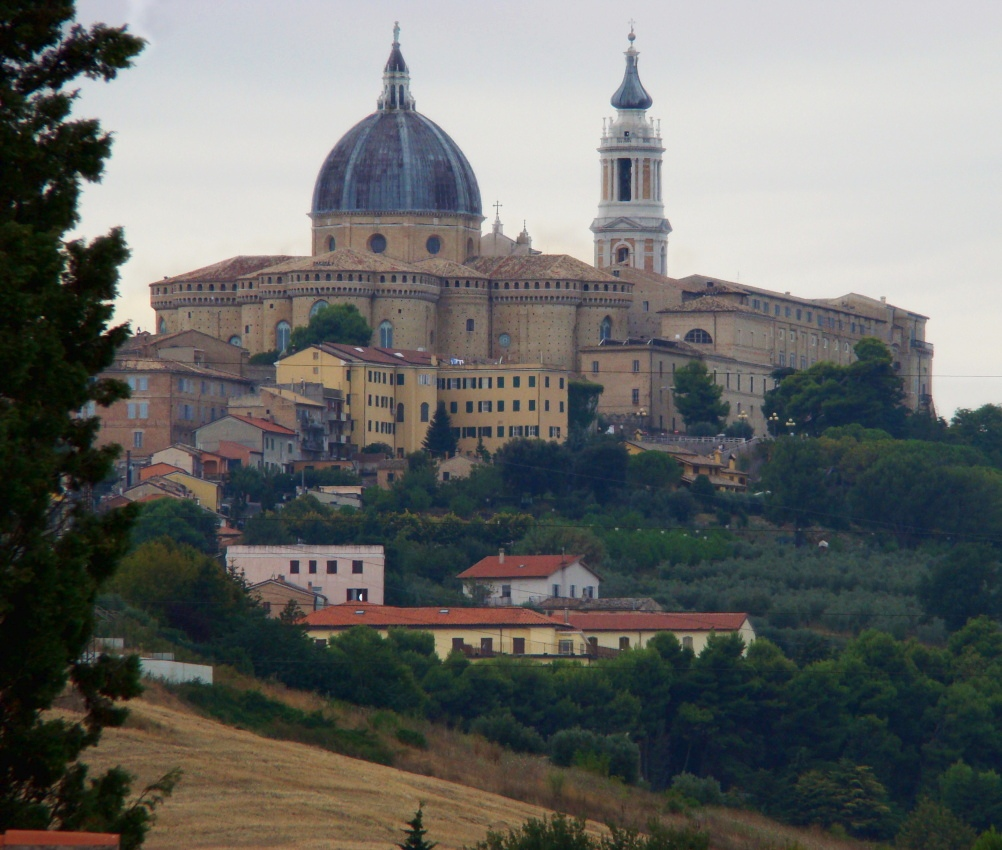
Basilika vom „Heiligen Haus“ in Loreto (16. Jh.)

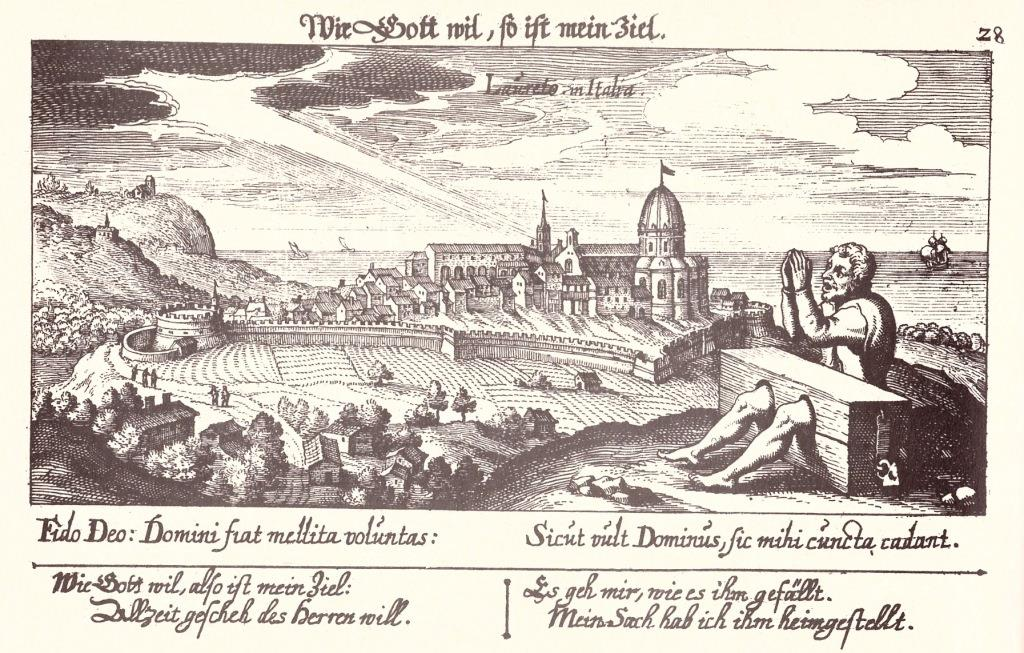
Meisner-Kieser: Politisches Schatzkästlein, „Laureto in Italia“, 1625

Das Gelöbnis der Freiburger Bürger und die folgenden Stiftungen zum Bau der Lorettokapelle nach dem Sieg über die französischen Truppen am 5. August 1644 sind nur zu verstehen vor dem historischen und zum Teil auch legendären Hintergrund der seit dem 16. und 17. Jahrhundert auch in deutschen Landen zunehmenden Marienverehrung in Nachbauten der Santa Casa von Loreto.
Nach einer im 15. Jahrhundert entstandenen Legende sollen Engel das kleine Haus in Nazareth, in dem Maria gewohnt hat, im Jahr 1291 von Nazareth zunächst nach Trsat/Tersatto (heute Kroatien) und dann 1294 in der Nähe von Recanati bei Ancona/Italien gebracht haben. Dieser Bericht ist eine für die Zeit typische Wundererzählung, etwa 170 Jahre nach dieser Übertragung aufgeschrieben von dem damaligen Propst in Loreto, Pietro di Giorgio Tolomei aus Teramo (gest. 1473). Die Überlieferung besagt auch, dass es sich dabei um das Haus in Nazareth handelt, in dem die Jungfrau Maria gelebt hat, als sie die Botschaft des Engels Gabriel empfangen hat.
Das kleine Haus bei Recanati mit einem Grundriss von etwa 9 m × 4 m, nannte man „Santa Casa“ von Loreto nach dem dortigen Lorbeerhain. Das Heiligtum wurde bereits sehr früh durch Mauern und Türme geschützt und ab 1468 mit einer Basilika überbaut. Der Marmorschrein mit der Santa Casa fand seinen Platz unter der mächtigen Kuppel im Zentrum der Basilika, umgeben von dreizehn Kapellen, die von verschiedenen Nationen gestiftet und ausgestaltet wurden, darunter auch eine deutsche Kapelle.
In dieser Zeit war Loreto der nach Rom wichtigste Wallfahrtsort in Italien. Zu den Besuchern gehörten Regenten, Päpste, Geistliche, Gelehrte, Künstler, Schriftsteller, Heerführer usw., darunter Kaiser Karl IV., und Ferdinand II., Christoph Kolumbus, Galileo Galilei, Miguel de Cervantes, Giambattista Tiepolo, Michel de Montaigne, Torquato Tasso, René Descartes, Wolfgang Amadeus Mozart, Napoleon Bonaparte, aber auch zahlreiche Heilige wie Karl Borromäus, Ignatius von Loyola, Franz Xaver, Petrus Canisius, Franz von Sales, Therese von Lisieux sowie viele Päpste, zuletzt Johannes XXIII., Paul VI., Johannes Paul II. und Benedikt XVI.
Das „Heilige Haus“ in Loreto besteht aus drei Originalwänden, im unteren Teil aus Natursteinen gemauert, die in dieser Gegend nicht vorkommen, während das restliche Mauerwerk und die Vorderwand durch Ziegelsteine ergänzt sind. Das Haus hat kein Fundament und entspricht auch im Übrigen nicht der örtlichen italienischen Bautradition. Im Innern waren die aus Ziegelstein bestehenden Wandteile im 14. und 15. Jahrhundert mit Fresken der umbrischen Schule geschmückt worden, von denen heute nur noch Fragmente erhalten sind, u. a. Maria mit Kind, Bartholomäus, Antonius der Einsiedler, Georg und Katharina. Um das Marienhaus herum wurden 1507 nach Plänen von Bramante monumentale Marmorverkleidungen errichtet. 1536 erhielt die Kapelle ein Gewölbe. Die großartige Gesamtanlage von Basilika und Klostergebäuden auf dem Hügel zeigt der Kupferstich „Laureto in Italia“ von Daniel Meisner aus dem Jahr 1625.

## Historischer Hintergrund und neue Forschungen
Archäologen und Kunsthistoriker haben sich mit den überlieferten Halbwahrheiten und der Legendenbildung nicht zufriedengegeben, sondern sowohl die Geschichte des „Heiligen Hauses“ in Nazareth als auch die fromme Legende von der Übertragung des Hauses nach Loreto durch Engel näher untersucht. Zu den wichtigsten Quellen gehören die archäologischen Forschungen von 1954 bis 1960 in Nazareth sowie von 1962 bis 1965 in Loreto. Für den Bau in Loreto wurde festgestellt, dass er entgegen der örtlichen Bautradition kein Fundament hat und wegen seiner Baustruktur in der Provinz Marken unüblich ist. Die Orientierung der Kapelle mit der Tür im Norden und dem Fenster im Westen passt nicht in die Marken, lässt sich aber durch den früheren Standort in Nazareth erklären. Die vierte Wand im Osten war in Nazareth nicht erforderlich, weil das kleine Haus zur Grotte hin offen war, wurde aber in Loreto durch eine Apsis geschlossen.
Von besonderer Bedeutung ist außerdem ein 1900 in den Archiven des Vatikans gefundenes Dokument über die Schenkung der „heiligen Steine“ im Jahr 1294, ergänzt durch das im Jahr 1985 publizierte Chartularium culisanense, einer Sammlung von Urkunden der Adelsfamilie der Angeloi. Diese Dokumente sprechen von einem Nikephoros Angeloi, der „heilige Steine, die aus dem Haus Unserer Lieben Frau … weggenommen worden sind“, seiner Tochter Thamar im Jahr 1294 zur Hochzeit geschenkt hat.
Älter als die Legende von den Engeln, die das „Heilige Haus“ durch die Lüfte über das Mittelmeer getragen haben sollen, sind vereinzelte Berichte, nach denen die Übertragung durch Menschen auf einem Schiff erfolgt sei, was durch Holzschnitte und Fresken aus dem 15. und 16. Jahrhundert belegt werde. Diese Abbildungen zeigen das „Heilige Haus“ auf einem Schiff, das von Engeln begleitet wird.
Die Ausgrabungen in Nazareth haben ergeben, dass vor der heute noch vorhandenen, in den Felsen gehauenen Grotte ein einfaches Steinhaus – ohne Fundament – gestanden hatte, dessen Maße mit denen der Santa Casa in Loreto übereinstimmen. Es liegen Hinweise vor, dass Judenchristen bereits im 2. Jahrhundert dieses Haus und die dahinter liegende Grotte zu einem Ort der Verehrung gestaltet und darüber eine Kirche im Synagogenstil errichtet hatten. Auf diesen einfachen Bau folgte im 5. Jahrhundert eine byzantinische Basilika. Im 11./12. Jahrhundert ließen französische Kreuzritter eine noch größere kreuzförmige Basilika errichten, deren Krypta das Haus Mariens umhüllte. Diese Kirche wurde 1263 durch den Statthalter von Sultan Baibars I. zerstört. Es fanden sich Pilgerinschriften in griechischer Sprache bis zum Jahr 1289, die dies bestätigen. In diesem Zusammenhang fällt auf, dass die Pilger nach 1291 nicht mehr von dem „Haus Mariens“, sondern nur noch von der – ursprünglich – dahinter liegenden Grotte gesprochen haben. Diese in den Fels gehauene Grotte wird heute noch in der modernen Verkündigungsbasilika in Nazareth als „Herberge Mariens“ verehrt.
Auch in Loreto fanden sich zahlreiche Hinweise auf Nazareth. Auf den untersuchten Steinen der Santa Casa entdeckte man griechische Inschriften und christliche Graffiti mit hebräischen Buchstaben, aber keinerlei Inschriften in lateinischer oder italienischer Sprache. In Loreto wurden unter dem Bau der Santa Casa zwei mittelalterliche Münzen gefunden, die auf die byzantinische Adelsfamilie der Angeloi hindeuten, außerdem fünf rote Stoffkreuze von Mänteln der Kreuzritter, die in einer Aushöhlung unter dem so genannten „Engelsfenster“ eingemauert waren.

## Wahrscheinlicher Geschichtsverlauf
Auf der Grundlage dieser Tatsachen, Querverbindungen und Hinweise sowie unter Auswertung der vorliegenden Fachliteratur haben Thaddäus Küppers u. a. folgenden Geschichtsverlauf rekonstruiert:
Um das „Heilige Haus“ vor der im Jahr 1291 drohenden Zerstörung durch den sich ausbreitenden Islam zu bewahren, wurde es in Teile zerlegt und per Schiff zunächst nach Tersatto in Illyrien gebracht. Für die Translation waren wahrscheinlich die Kreuzfahrer verantwortlich, unter ihnen vor allem die Familie des in dem vatikanischen Dokument genannten Nikephoros I. aus der in Epirus ansässigen byzantinischen Adelsfamilie der Angeloi. Der Familienname Angeloi, im lateinischen angeli bedeutet „Engel“. Nikephoros war der Sohn von Michael II., zu dessen Ahnen die Komnenen gehörten. Aus dem Dokument ergibt sich, dass Nikephoros die „heiligen Steine“ seiner Tochter Thamar Angelina Komnene aus Anlass ihrer Hochzeit mit Philipp I. von Tarent, dem Sohn von König Karl II. (Neapel), als Mitgift geschenkt hatte. Die Hochzeit soll zwischen August und Oktober 1294 in L’Aquila/Abruzzen stattgefunden haben.
Auf diese Weise könnten die „heiligen Steine“ durch die Angeloi (angeli = Engel) in die Nähe von Recanati, dem heutigen Loreto bei Ancona an der Adriaküste und damit in den damaligen Kirchenstaat gelangt sein. So glaubt man mit einiger Sicherheit den Nachweis dafür erbracht zu haben, dass die Steine der Santa Casa in Loreto zusammen mit der Felsengrotte in Nazareth einmal das sogenannte „Haus Mariens“ gebildet haben. Das könnte bedeuten, dass auch diese Legende einen historischen Kern besitzt. „Ob die Mutter Jesu je in diesem Haus lebte und hier die Verkündigung erfahren hat, ist (allerdings) eine Frage des Glaubens.“

## Verbreitung der Verehrung derSanta Casa
Die Römisch-katholische Kirche hält sich mit einem abschließenden Urteil zurück. Die Verehrung der Santa Casa verbreitete sich in Italien bereits im 15. Jahrhundert und im übrigen Europa ab dem 16. Jahrhundert. In Deutschland entstanden vor allem seit der kirchlichen Bewegung der Gegenreformation zahlreiche Nachbildungen der Santa Casa in vielen Kapellen, wie sie unter dem Beitrag Loretokapelle mit dem jeweiligen Gründungsjahr verzeichnet sind.
Nur wenn man diese Vorgeschichte des „Heiligen Hauses“ kennt, wird man die eigenartige Bauweise und Einrichtung der Lorettokapelle in Freiburg aus dem Jahr 1657 und damit auch der vielen anderen Kapellen dieser Art in Zentraleuropa verstehen können.

## Beschreibung und Ausstattung der Freiburger Lorettokapelle
Die Baugruppe auf dem Freiburger Lorettoberg besteht aus drei aneinandergebauten kleinen Kapellen mit jeweils abgestuftem Dach, die mittlere Kapelle mit Dachreiter auf dem Satteldach. Die eigentliche Lorettokapelle in der Mitte mit Eingang an der Nordseite wurde 1657 nach dem Vorbild des „Heiligen Hauses“ in dem italienischen Marienwallfahrtsort Loreto gebaut. An den beiden Schmalseiten errichtete man im Westen die Josephskapelle und im Osten die Annenkapelle. Die Josephskapelle auf quadratischem Grundriss ist etwas niedriger und schmaler als die Marienkapelle; sie kann von außen über Stufen betreten werden und ist durch eine Fensteröffnung mit der Marienkapelle verbunden. Die Annenkapelle wirkt von außen wie ein polygonaler Choranbau; sie ist für Besucher nicht zugänglich, aber von der Marienkapelle einsehbar.

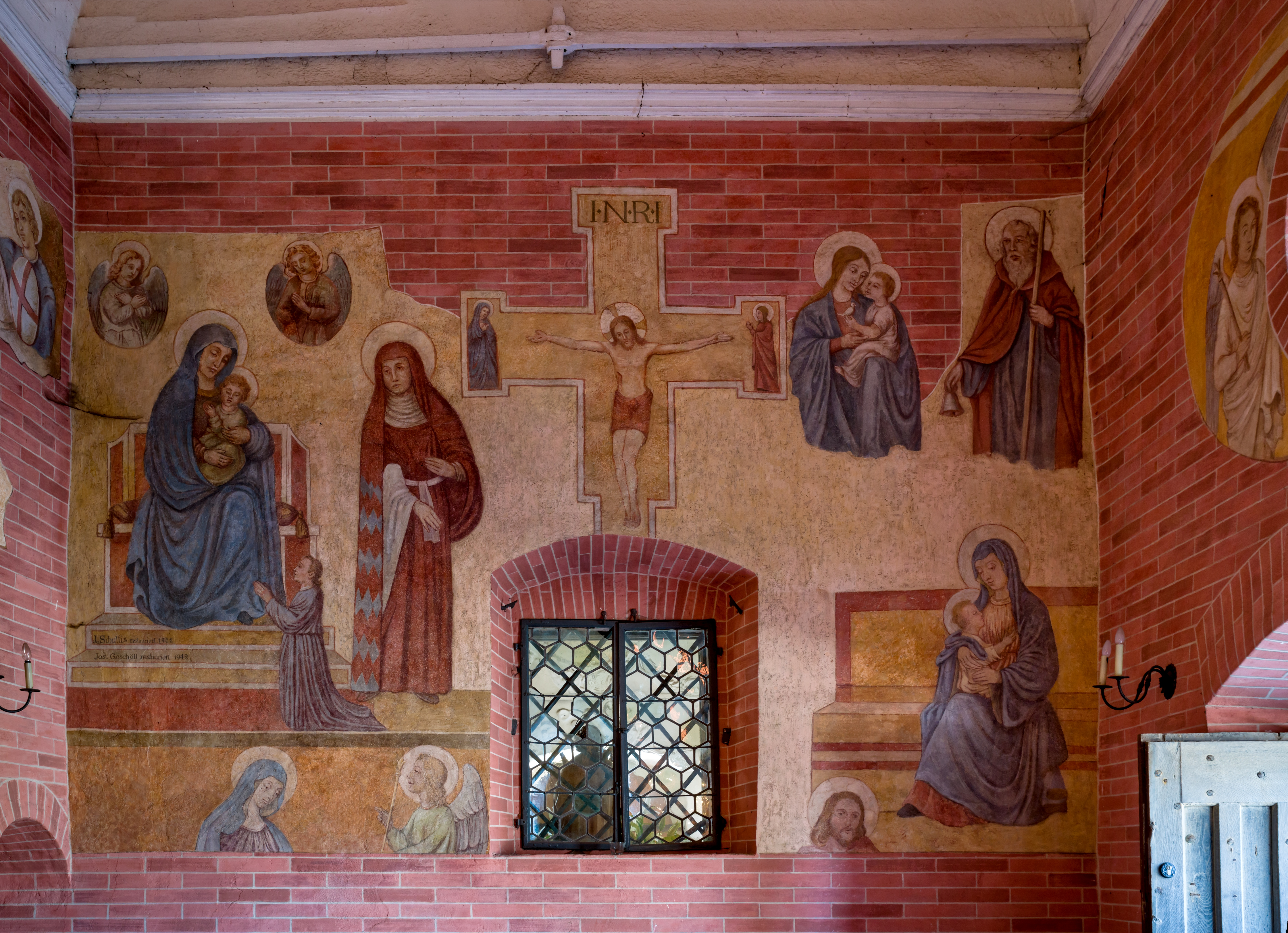
Marienkapelle, Rückwand: Maria mit Heiligen und byzantinischem Kreuz
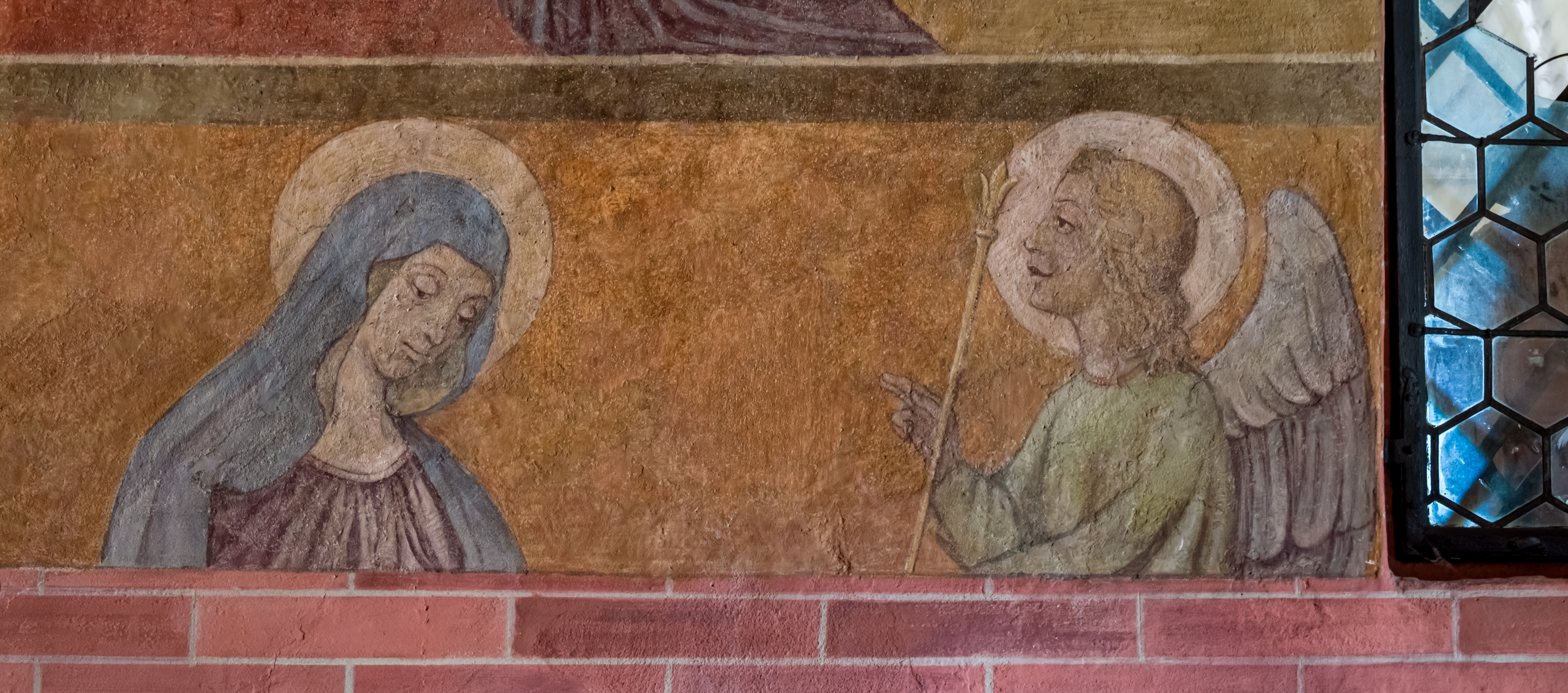
Marienkapelle, Rückwand: Maria und Erzengel Gabriel als Rest der historischen Fresken
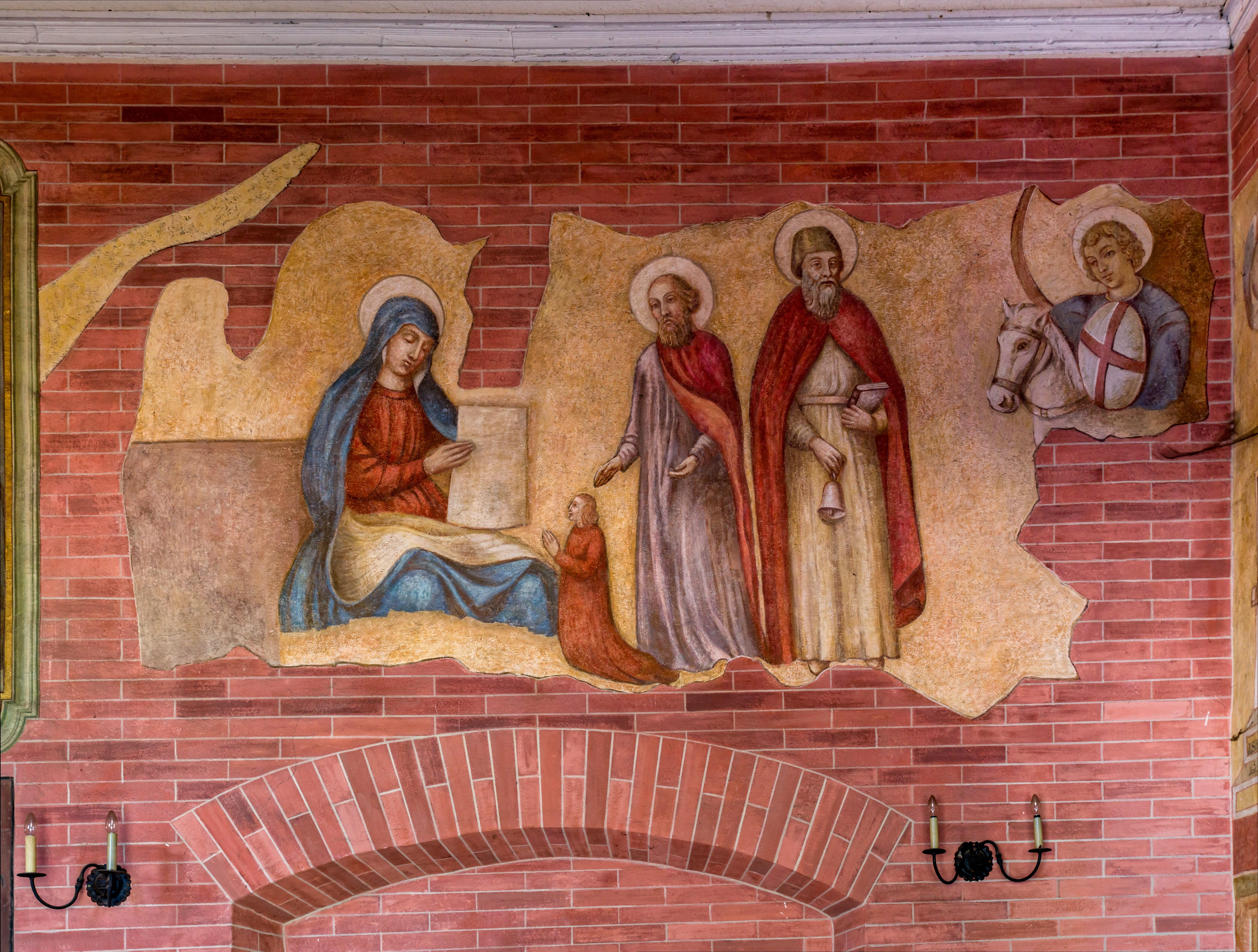
Marienkapelle, Südwand:Maria, Bartholomäus, Antonius der Einsiedler, Ritter Georg zu Pferd
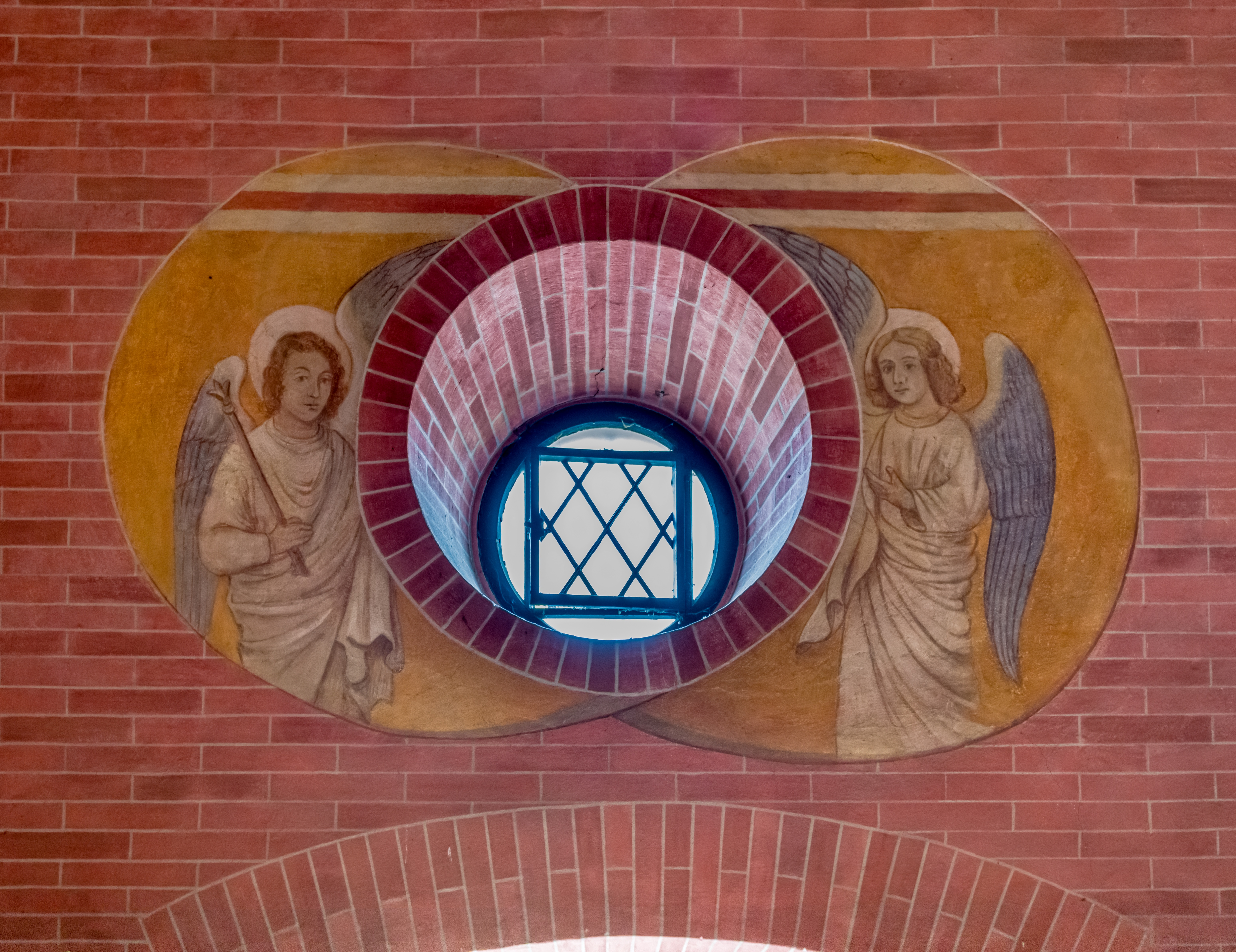
Marienkapelle, Nordwand: Zwei Engel als Rest der historischen Fresken

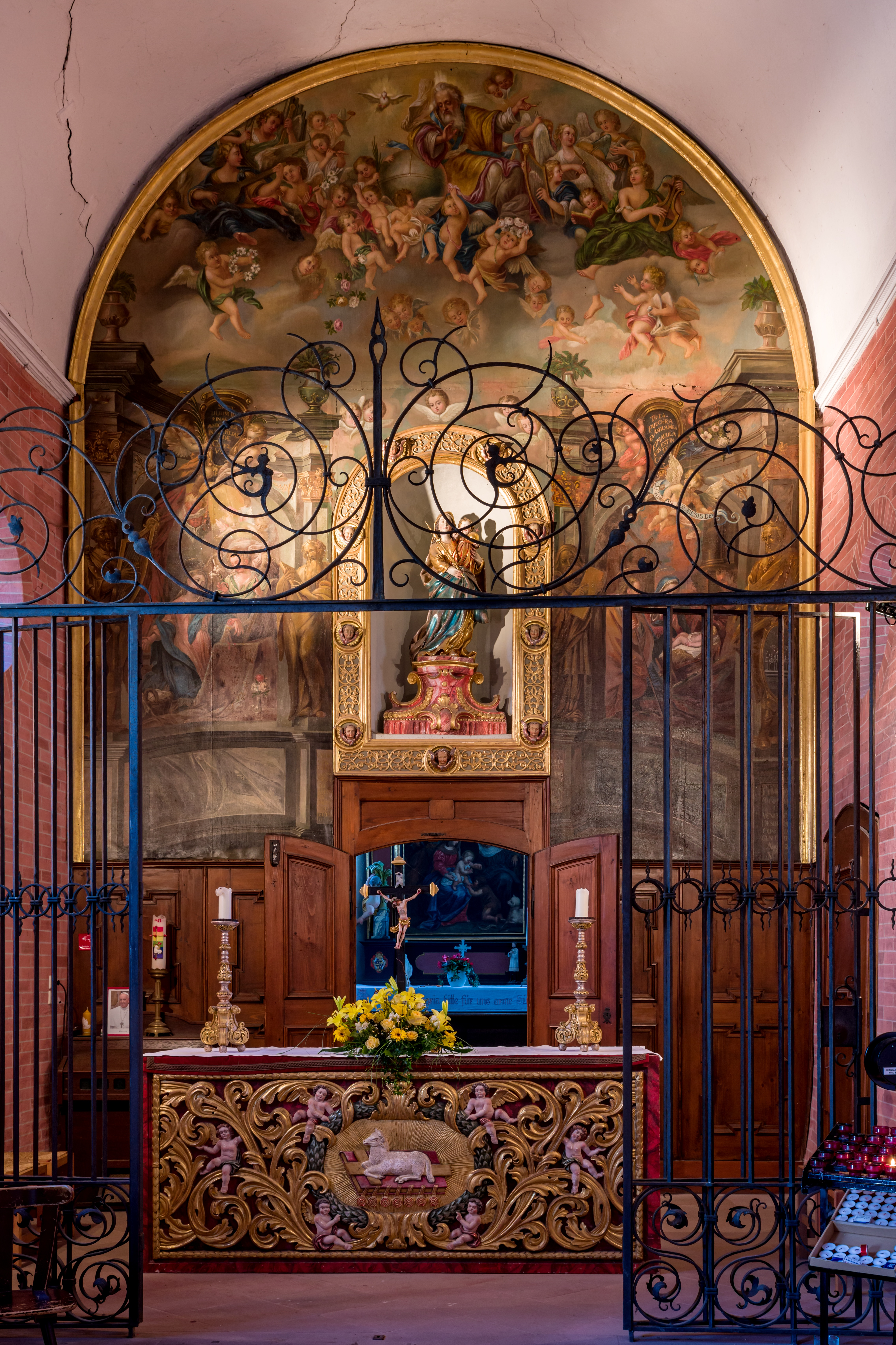
Altar der Hauptkapelle

Die Marienkapelle hat, der Tradition folgend, Wände aus Ziegelstein, darüber ein Tonnengewölbe. Das Ölgemälde auf der Ostwand hinter dem Altar hat der Konstanzer Maler Johann Christoph Storer 1659 geschaffen; es zeigt die Verkündigung des Herrn und die Geburt Jesu sowie darüber Gott der Vater und den Heiligen Geist inmitten einer Engelschar. In der Wandmitte steht eine Skulptur der Madonna mit Kind des Freiburger Bildhauers Franz Anton Xaver Hauser (1739–1819) nach einem Entwurf von Johann Christian Wentzinger (1784).
An den Wänden haben sich die Fresken des Freiburger Malers und Ratsherrn Johann Caspar Brenzinger (1651–1737) erhalten, die 1902 von Joseph Schultis restauriert wurden. Auf der Rückwand im Westen sind dargestellt (von links unten): Überreste der Verkündigungsszene mit Maria und dem Erzengel Gabriel (mit Stab als Symbol der Macht Gottes), Maria mit Kind auf dem Thron mit Bittstellerin und darüber zwei adorierende Engel, daneben eine Klosterfrau mit Heiligenschein. In der Mitte (über dem vergitterten Fenster zur Josephskapelle) Christus am Kreuz und auf den seitlichen Krücken des Kreuzes die trauernden Figuren von Maria und dem Apostel Johannes. Auf der rechten Seite Maria mit Kind auf einer Bank sitzend und der Mitte zugewandt, darüber eine weitere Maria mit Kind, dem neben ihr stehenden Einsiedler Antonius (mit Tau-Stab und Glöckchen) zugewandt; ganz unten der Kopf eines Heiligen als Überrest der ursprünglichen Ausmalung. Die Südwand zeigt (von links): Maria mit einer Schrifttafel (als irrtümliche Ergänzung fehlender Teile) und einen Bittsteller, neben ihr Bartholomäus (hier ohne Messer) sowie Antonius der Einsiedler (mit Buch und Glöckchen) und der Ritter Georg zu Pferd (vor sich sein Schild mit dem Georgswappen). Obwohl in Loreto auch die Nordwand bemalt war, sind in Freiburg dort nur zwei Engelsköpfe zu sehen.
Sowohl die Maler der Freiburger Wandbilder als auch die später daran arbeitenden Restauratoren waren offensichtlich bemüht, die zahlreichen Lücken der Vorlagen nicht durch eigene Figuren zu ergänzen, sondern nach Möglichkeit den schadhaften Originalzustand der Wandgemälde von Loreto getreu wiederzugeben.
Bei einem Vergleich der Motive der Wandmalereien in der Marienkapelle und der Anordnung dieser Freiburger Bilder mit den noch bis Mitte des 17. Jahrhunderts erhaltenen Wandbildern im „Heiligen Haus“ von Loreto hat sich herausgestellt, dass die Freiburger Wandgemälde tatsächlich Nachbildungen von Loreto sind. Die für Freiburg benutzten Vorlagen gehen wahrscheinlich zurück auf Kopien, die im Jahr 1625, also vor der Zerstörung in Loreto „auf Betreiben einiger deutscher Fürsten“, von eigens ausgewählten Malern vor den Originalen in Loreto angefertigt wurden. Auf diese Weise ist in Freiburg zumindest in Teilen erhalten geblieben, was in Loreto zerstört wurde.

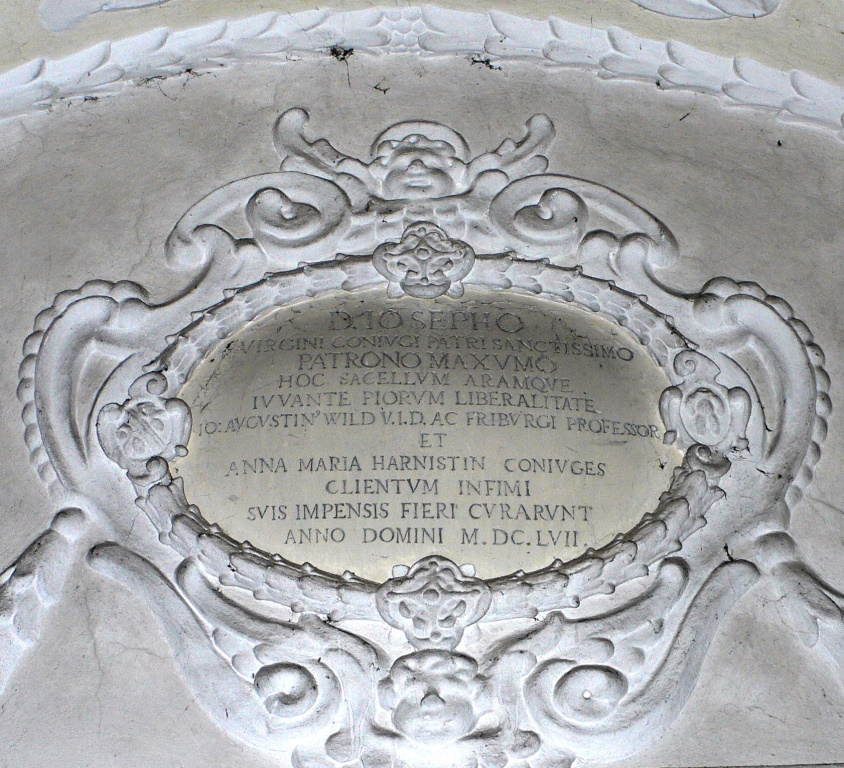
Josephskapelle: Stiftungsinschrift von 1657
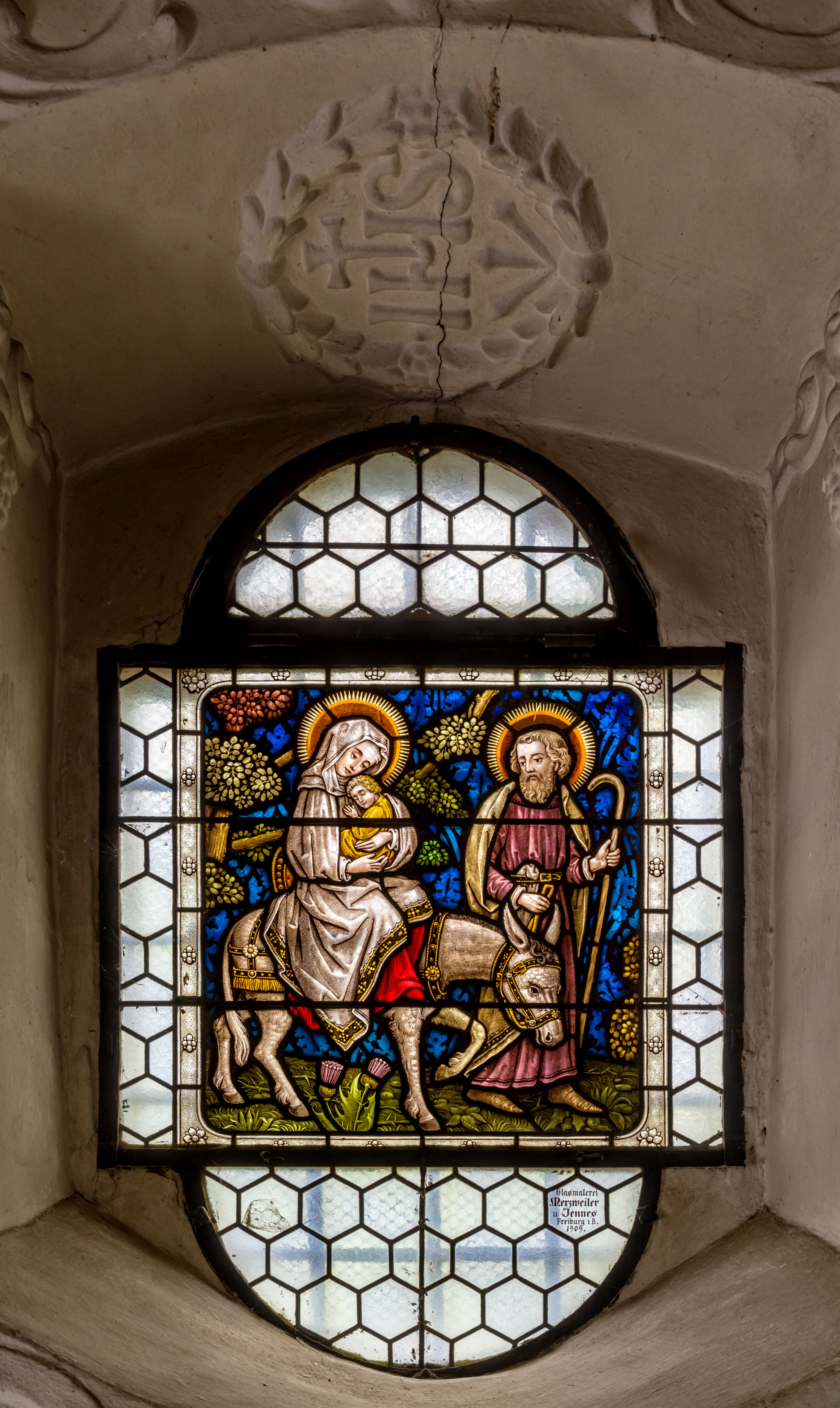
Josephskapelle: Flucht nach Ägypten, Glasfenster von 1909
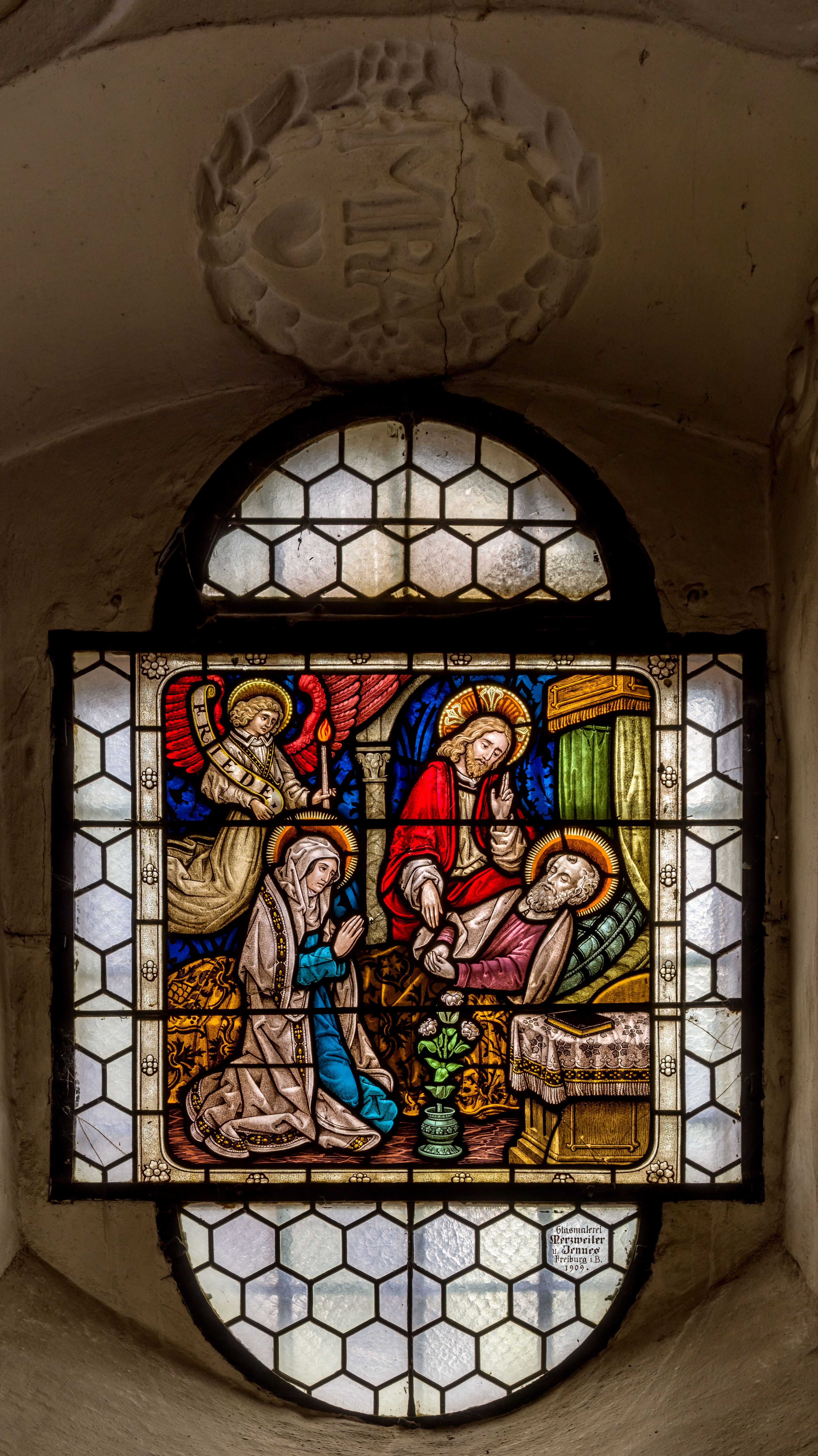
Josephskapelle: Josephs Tod, Glasfenster von 1909
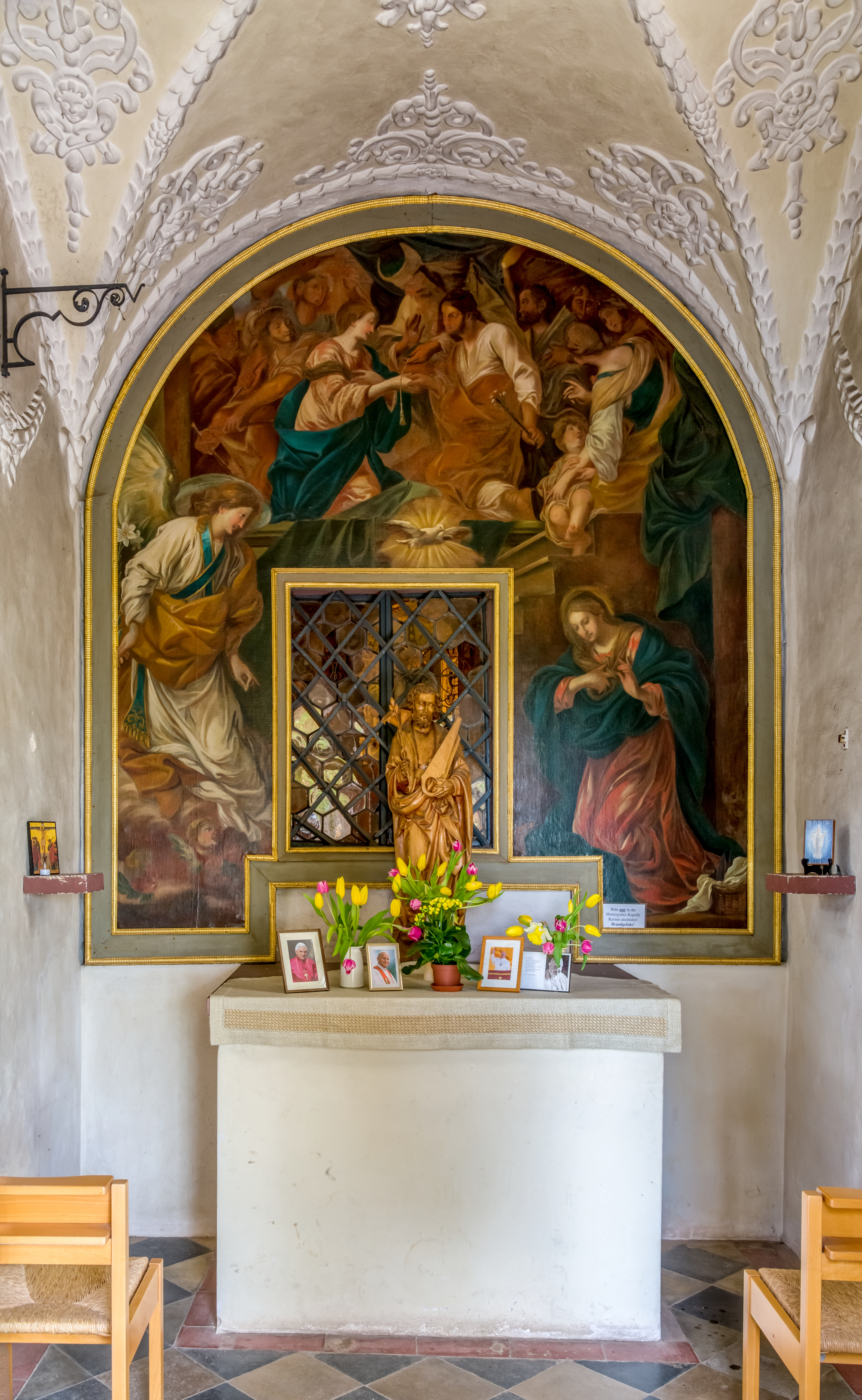
Altar der Josephskapelle

Die Josephskapelle hat ein Kreuzgratgewölbe mit barockem Stuckdekor. Über dem schlichten Altar ein weiteres Gemälde von Johann Christoph Storer (1659) mit der Verkündigung an Maria und ihre Vermählung mit Joseph. Ein vergittertes Fenster in der Ostwand erlaubt den Durchblick in die Marienkapelle. An der inneren Eingangswand über dem Portal befindet sich eine stuckverzierte Stiftungsinschrift; danach sind Kapelle und Altar zu Ehren des hl. Josef im Jahr 1657 gestiftet worden von dem Freiburger Rechtsprofessor Johann Augustin Wild und seiner Frau Anna Maria Harnist; Professor Wild wurde 1669 in der Universitätskapelle des Freiburger Münsters begraben. Im Zentrum des Gewölbes ist das Kürzel des Patrons der Kapelle zu sehen (S * IS * PH). Die beiden Bleiglasfenster mit der Flucht nach Ägypten und dem Tod des hl. Josef von Nazaret stammen aus der Freiburger Werkstatt Merzweiler und Jennes (1909).
Die Annenkapelle, mit Kreuzgratgewölbe und barockem Stuckdekor, dient heute als Sakristei. Das Altarbild hat wahrscheinlich ebenfalls Johann Christoph Storer gemalt; dargestellt sind Maria mit Kind sowie ihre Verwandte Elisabeth mit Sohn Johannes (das Lamm als sein Attribut) und ihrem Mann Joachim (nach anderer Deutung soll Maria mit ihren Eltern Anna und Joachim abgebildet sein); im Hintergrund ein Fürst (oder König?) mit Schwert in der Rechten und Modell einer Kapelle in der Linken; über der Szene zeigt sich im geöffneten Himmel die Taube des Heiligen Geistes mit einer Engelschar. An den Wänden neben dem Altar stehen barocke Figuren von der hl. Anna mit Maria und Jesus sowie dem hl. Joachim.

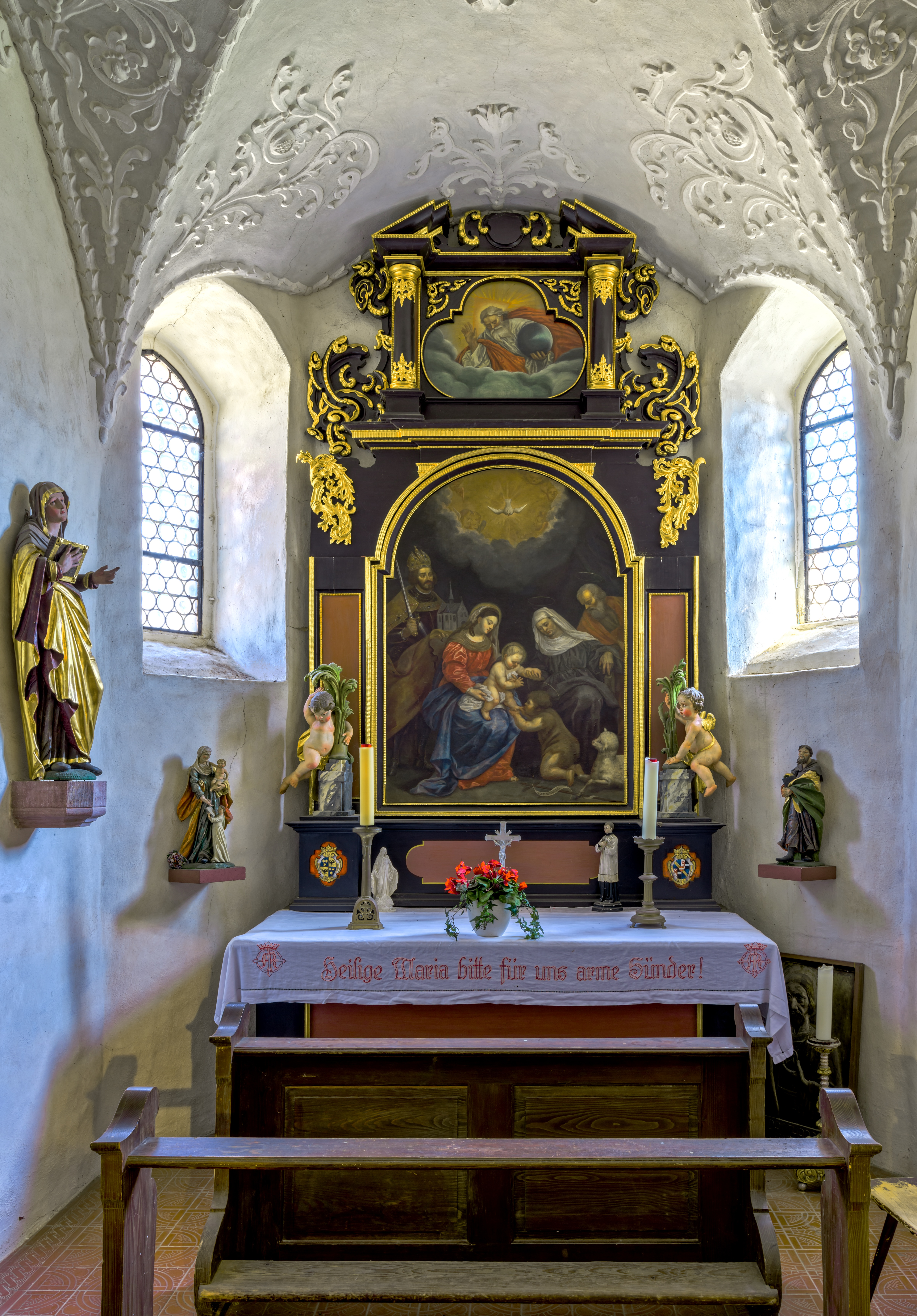
Altar der Annen- und Joachimskapelle
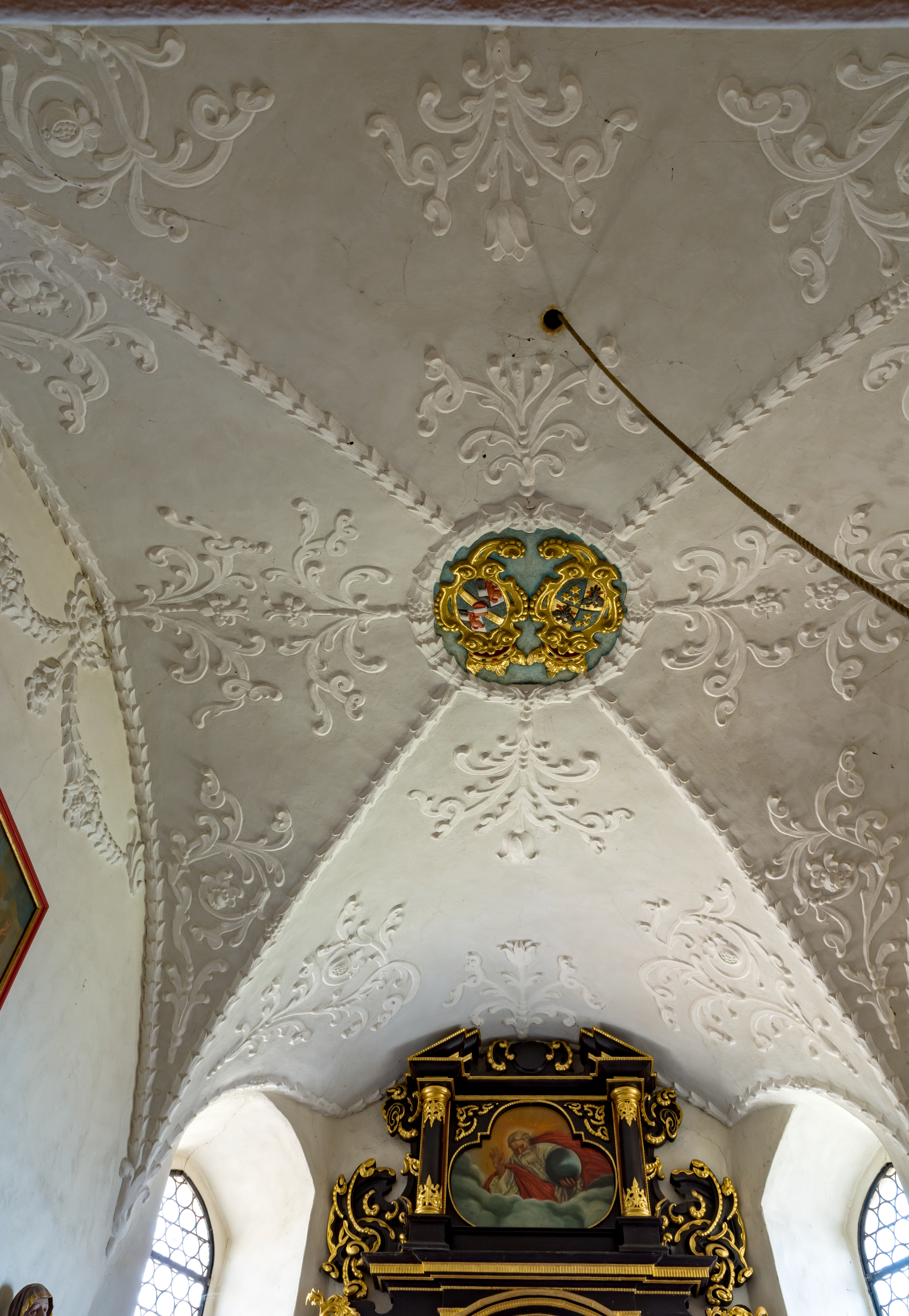
Annenkapelle: Stuckdecke mit Allianzwappen
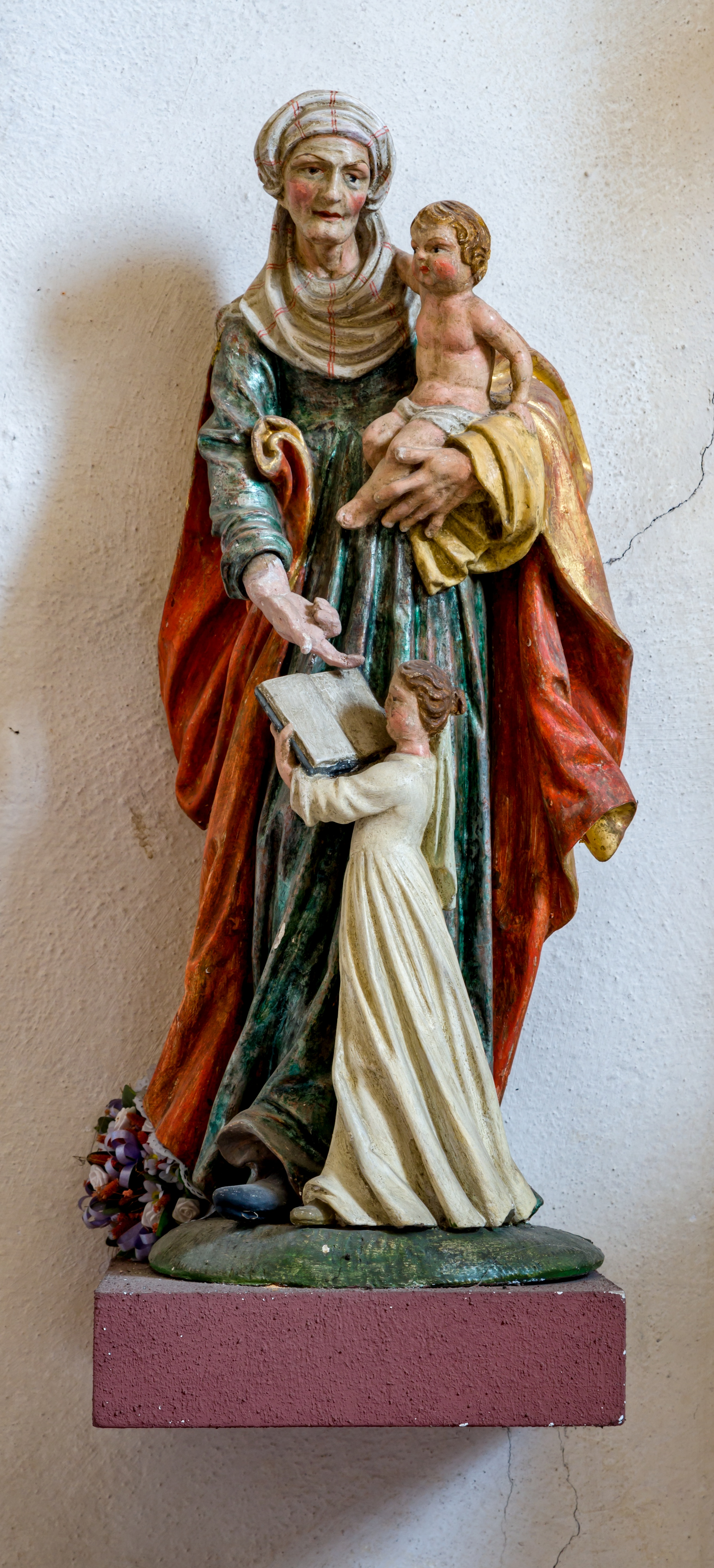
Annenkapelle: Mutter Anna mit Maria und Jesus
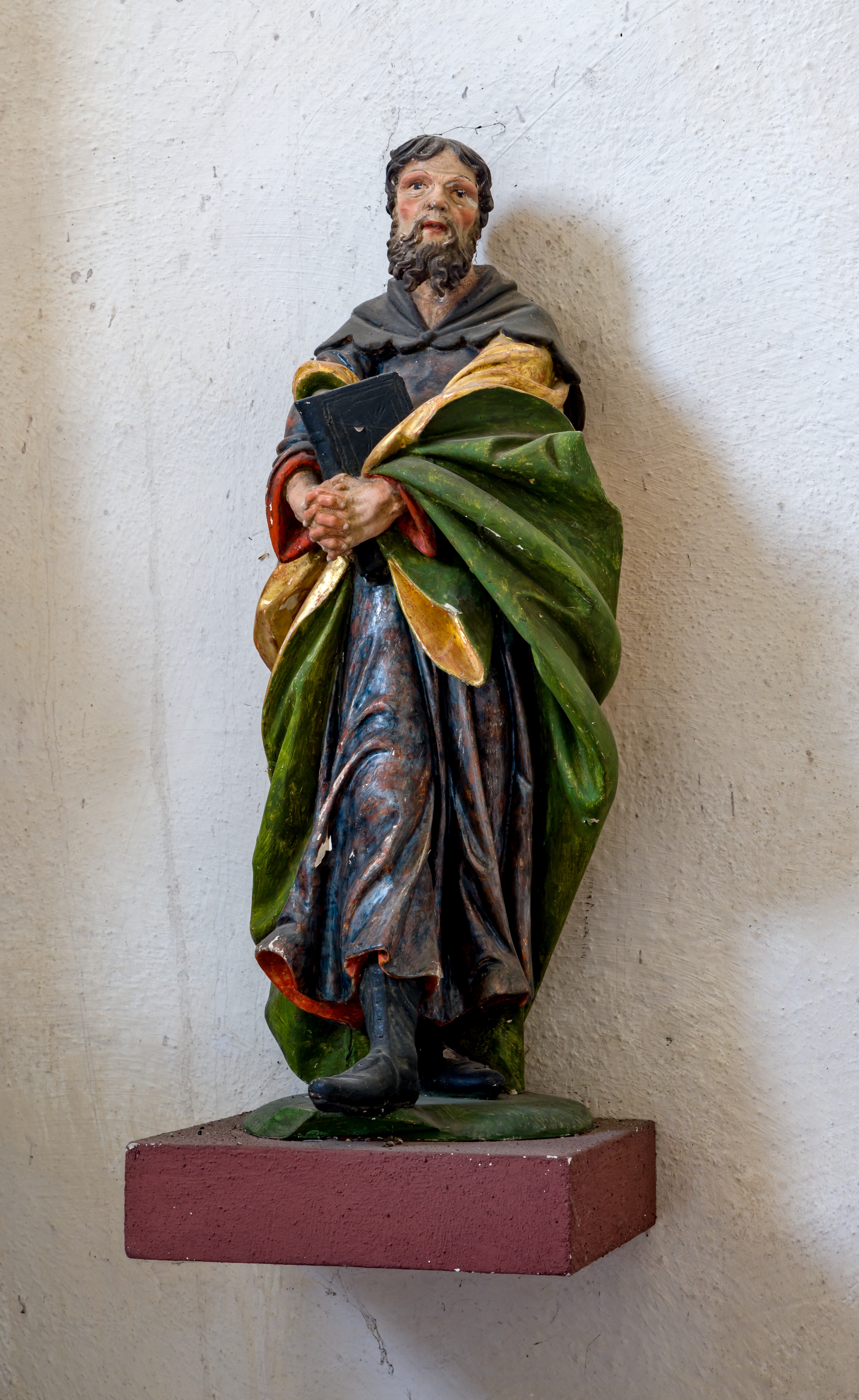
Annenkapelle: Hl. Joachim

Glocke
Im offenen sechseckigen Dachreiter auf der Marienkapelle hängt eine 63 kg schwere Glocke von 1882 aus der Freiburger Glockengießerei Koch. Sie ist auf den Schlagton gis"-3 gestimmt.

## Bilder von der Überführung derSanta Casa
Zu den beiden Strängen der Legende von der Übertragung des „Heiligen Hauses“ von Nazareth über das Mittelmeer, nämlich entweder von Engeln durch die Lüfte getragen oder per Schiff unter der Begleitung von Engeln transportiert, gibt es bereits seit dem 14. Jahrhundert künstlerische Darstellungen, von denen die wichtigsten hier genannt werden sollen:
- Um 1350: Zwei stehende Engel tragen das „Heilige Haus“, Fresko im rechten Seitenschiff der Kirche San Marco in Jesi bei Ancona.
- 15./16. Jh.: Holzschnitt mit der von Engeln getragenen Santa Casa, heute im Castello Sforzesco in Mailand.
- Anfang 16. Jh.: Überführung des „Heiligen Hauses“ nach Loreto, wahrscheinlich aus Brügge, Öl auf Holz, 54 cm × 37 cm.
- Um 1604: Madonna di Loreto, Gemälde von Michelangelo Merisi da Caravaggio.
- 1743: Flug des Marienhauses nach Loreto, Gemälde von Giovanni Battista Tiepolo als Entwurf für ein Deckenfresco der Kirche Santa Maria di Nazareth (Scalzi) in Venedig, heute im J. Paul Getty Museum, (Original in Venedig 1915 zerstört) sowie zwei weitere Bilder von Tiepolo in der Accademia (Venedig) und im Salzburger Barockmuseum.
- Um 1760: Überführung des „Heiligen Hauses“ nach Loreto, Deckenfresko von Johann Wolfgang Baumgartner in der Beichtkapelle der Wallfahrtskirche St. Maria von Loreto (Westheim) in Westheim/Neusäß bei Augsburg.

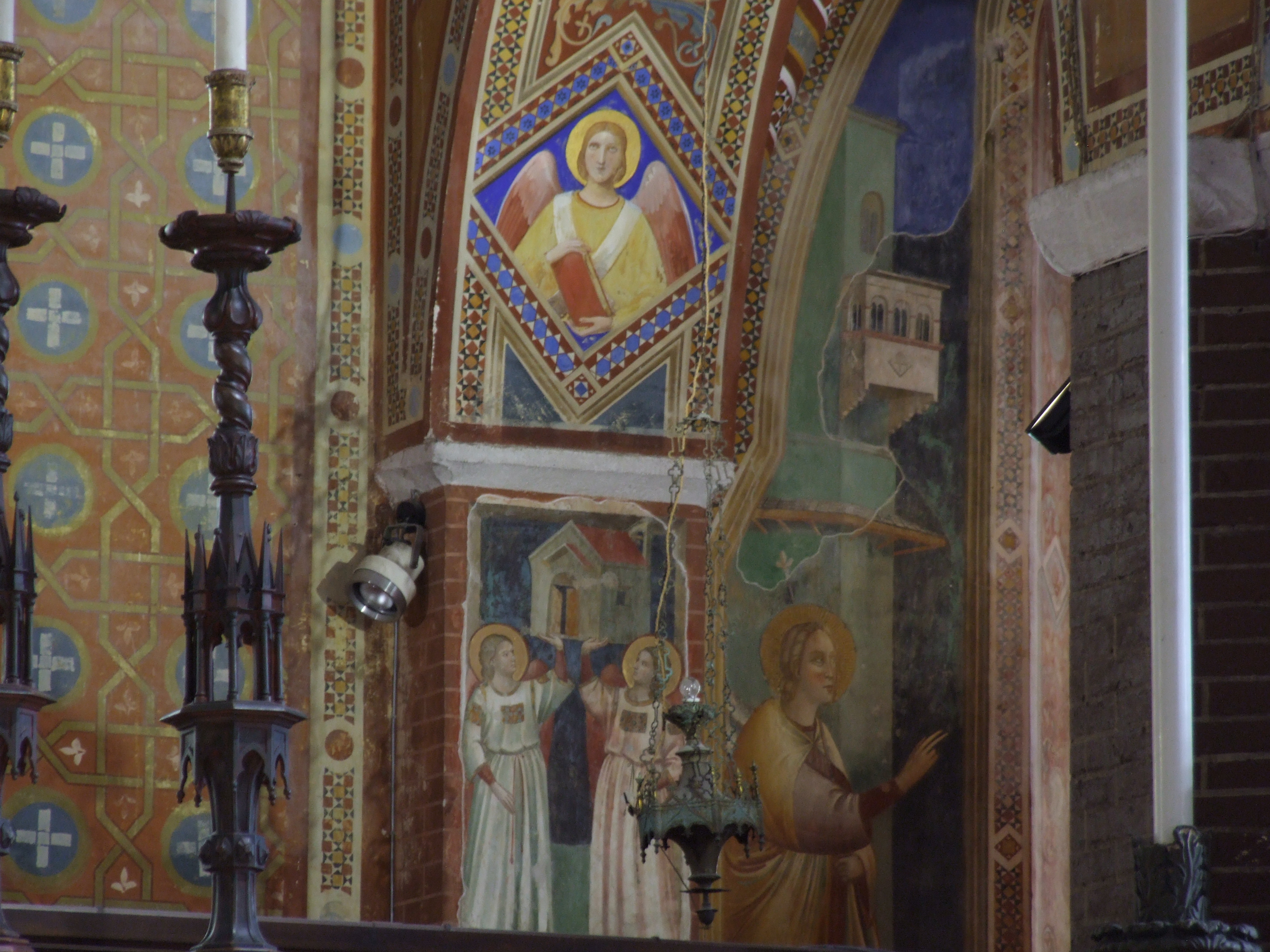
Zwei Engel tragen das Heilige Haus, Fresko in der Kirche San Marco in Jesi bei Ancona (um 1350)
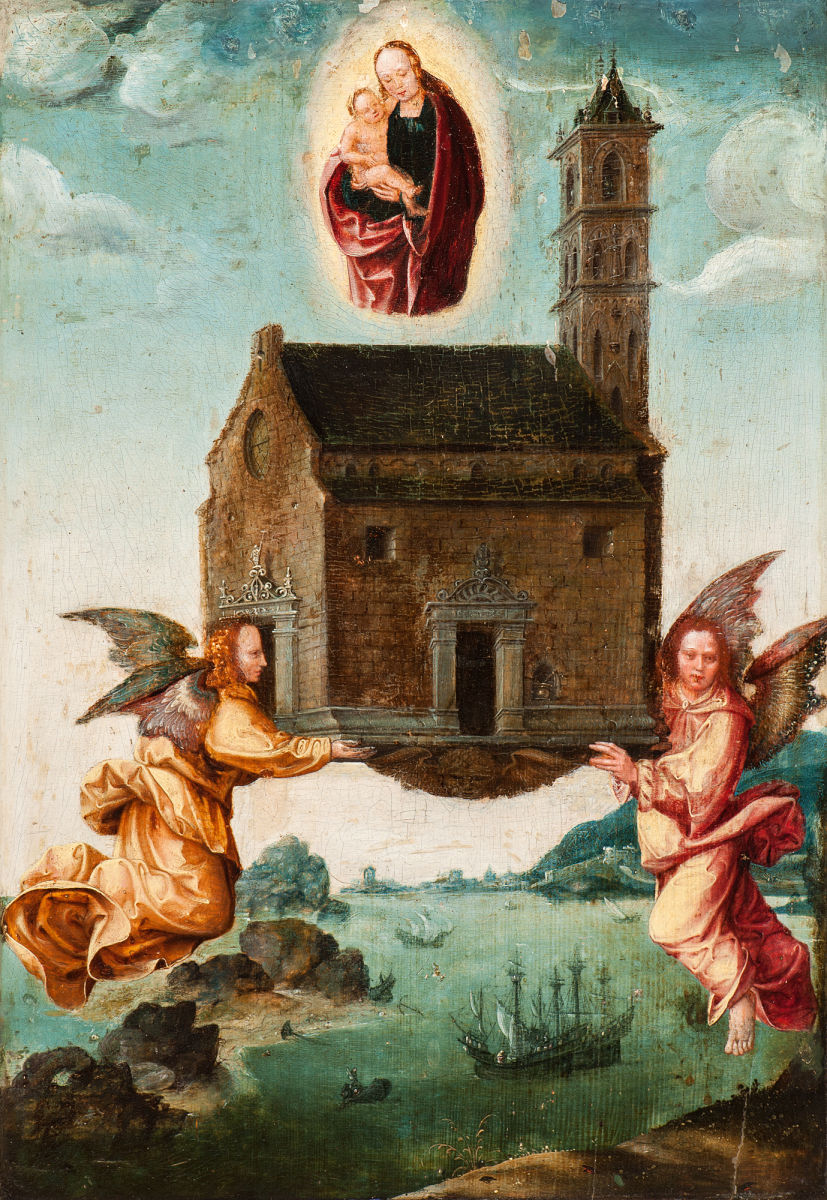
Überführung des Heiligen Hauses, wahrscheinlich Brügge, 1. Hälfte 16. Jh.
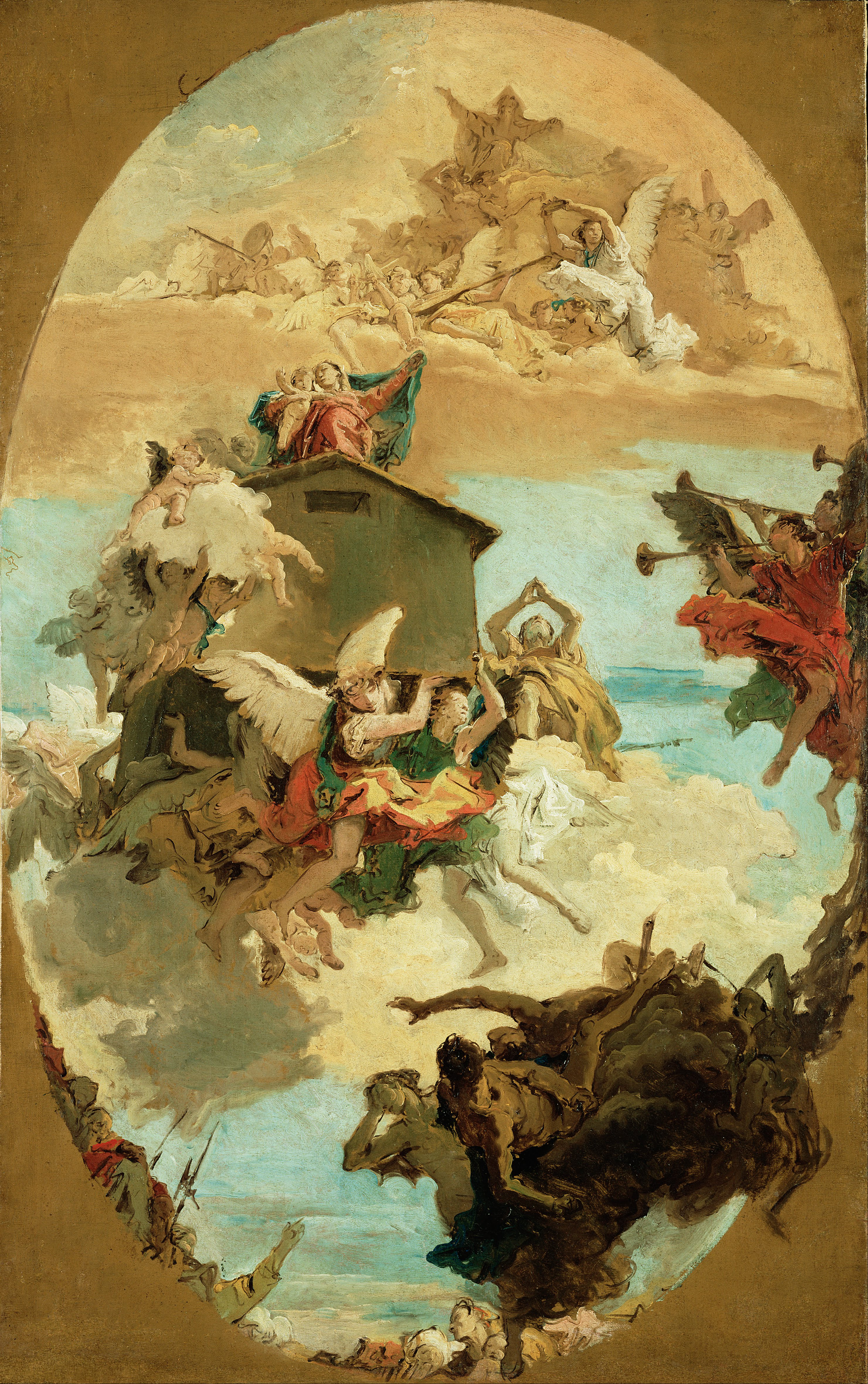
Tiepolo: Flug des Marienhauses nach Loreto, Entwurf für Deckenfresco der Kirche Santa Maria degli Scalzi in Venedig, 1743

## Ansichten von der Lorettokapelle in Freiburg
Ein Gemälde von Carl Friedrich Lessing von 1860, das sich heute im Haus der Kunst in Burscheid befindet, zeigt die Lorettokapelle bei Freiburg.
Darstellung des Blicks von der Lorettokapelle in einer Zeichnung von R. Püttner in dem Artikel Freiburg im Breisgau in Heft 42 der Zeitschrift "Die Gartenlaube" von 1875.

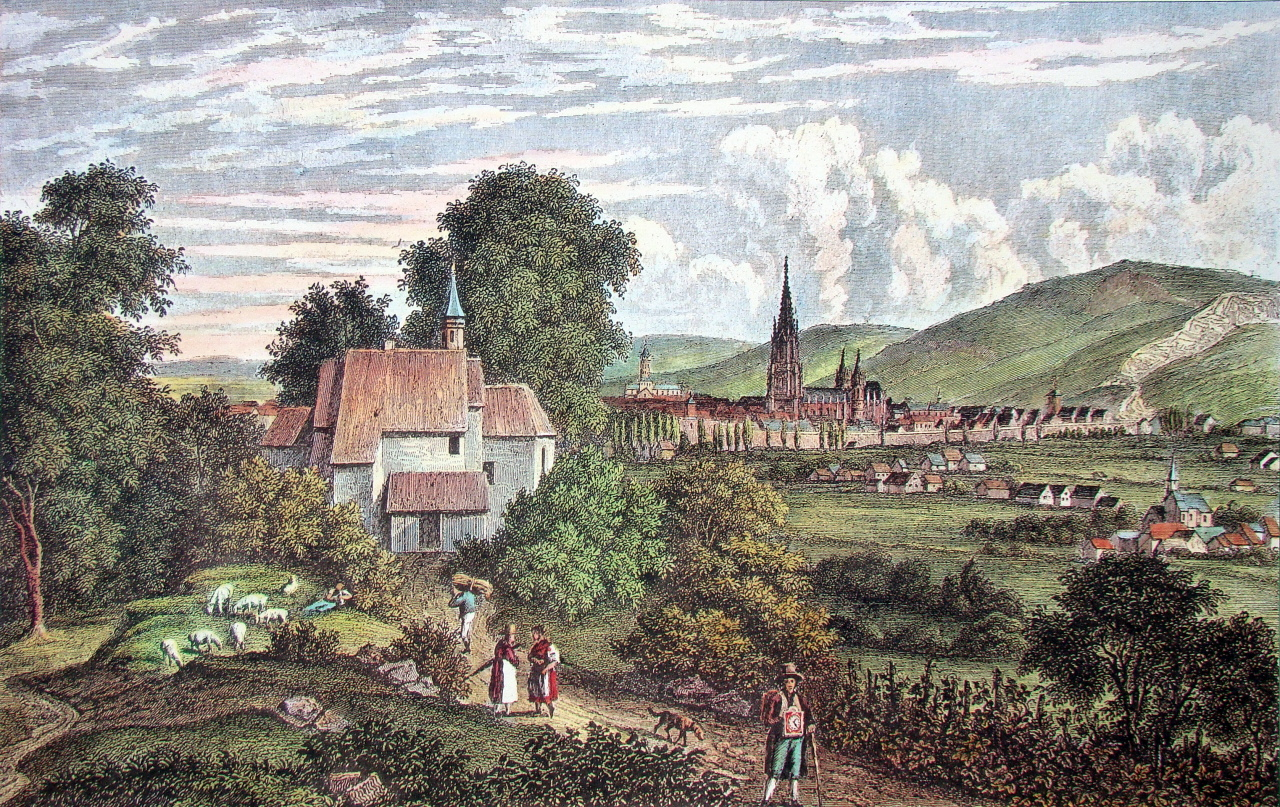
Ansicht von Freiburg mit Lorettokapelle, um 1840, gezeichnet von L. Mayer, Stahlstich von Le Keux
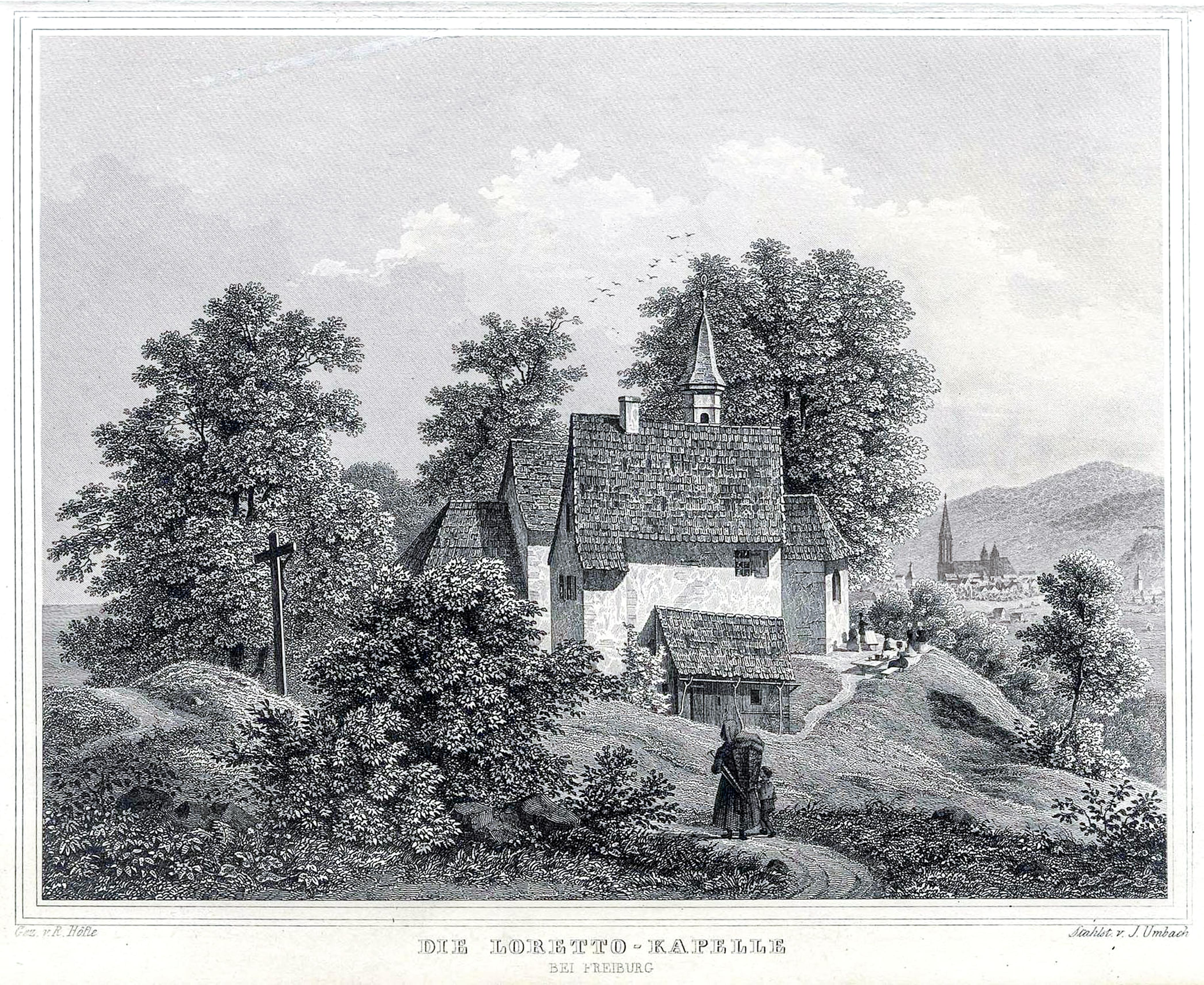
Die Lorettokapelle Stahlstich von J. Umbach, gezeichnet von R.Höfle ca. 1850. I, Hintergrund das Freiburger Münster
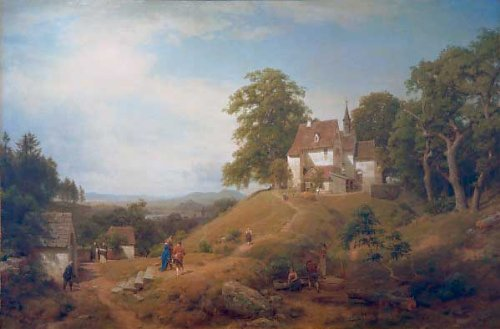
Kapelle am Oberrhein (Die Lorettokapelle bei Freiburg i.Br.). Gemälde von Carl Friedrich Lessing, Öl auf Leinwand, 136 cm × 205 cm, von 1860
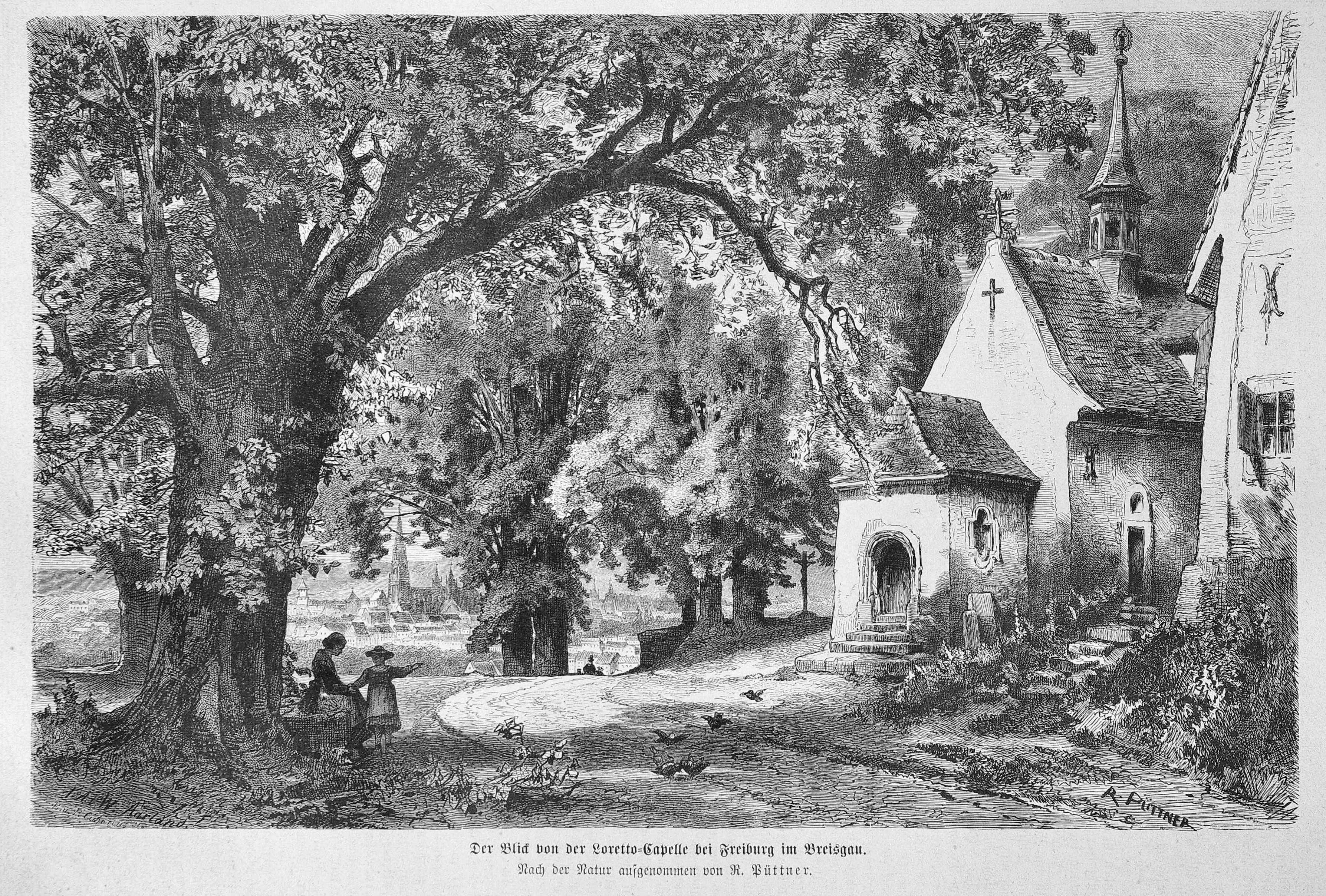
Der Blick von der Loretto-Capelle bei Freiburg im Breisgau. Holzschnitt von Richard Püttner (1875)

## Kreuzweg
1885 wurde der Kreuzweg entlang des Berglewegs mit neuen Kreuzwegstationen ausgestattet, die man 1902 in einen Halbkreis westlich der Kirche umgesetzt hat, wo sie heute stehen. Die 14 Skulpturen des Kreuzwegs an der Kapelle wurden vom Freiburger Bildhauer Wilhelm Walliser geschaffen; sie sind ebenfalls im Denkmalbuch eingetragen. Das Kruzifix vor der Kapelle datiert von 1718.

## Aussichtspunkt
Im Sommer 2017 wurden zwei der historischen Sichtachsen vom Lorettoberg in der Bewaldung der umliegenden Villengärten wieder freigeschnitten, die eine zeigt auf das ehemalige Kloster Günterstal, die andere auf die Freiburger Altstadt und den Roßkopf. Im Oktober 2017 sind weitere Sichtachsen nördlich der Kapelle freigelegt werden, um das historische Gesamtbild zu vervollständigen; die eine zeigt auf das Freiburger Münster, die andere ebenfalls auf die historische Altstadt. Federführend war dabei der Pächter des Cafés und Werner Semmler der Besitzer des Queen-Auguste-Victoria-Parks als gartentechnischer Berater. Unterstützt bei der Arbeit wurden sie vom Verein "Queen-Auguste-Victoria-Park" der auch die Spenden gesammelt hat um 20000 Narzissen zu pflanzen die die Sichtachsen unterstreichen und daran erinnern, diese auch in Zukunft freizuhalten. Eine wichtige Sichtachse in Richtung Brombeerkopf konnte nicht freigeschnitten werden, da der Besitzer im Gegensatz zu den andern privaten Eignern nicht kooperiert. Der Verein und Herr Semmler hoffen, dass man die Sichtachsen unter Schutz stellen kann und sie somit für die Zukunft erhalten kann. Auch der Bereich im Westen des Lorettobergs könnte durch das Freischneiden viel gewinnen. Eine Ansicht des historischen Ausblicks kann man in dem Holzschnitt von R. Püttner aus dem Jahre 1875 sehen.

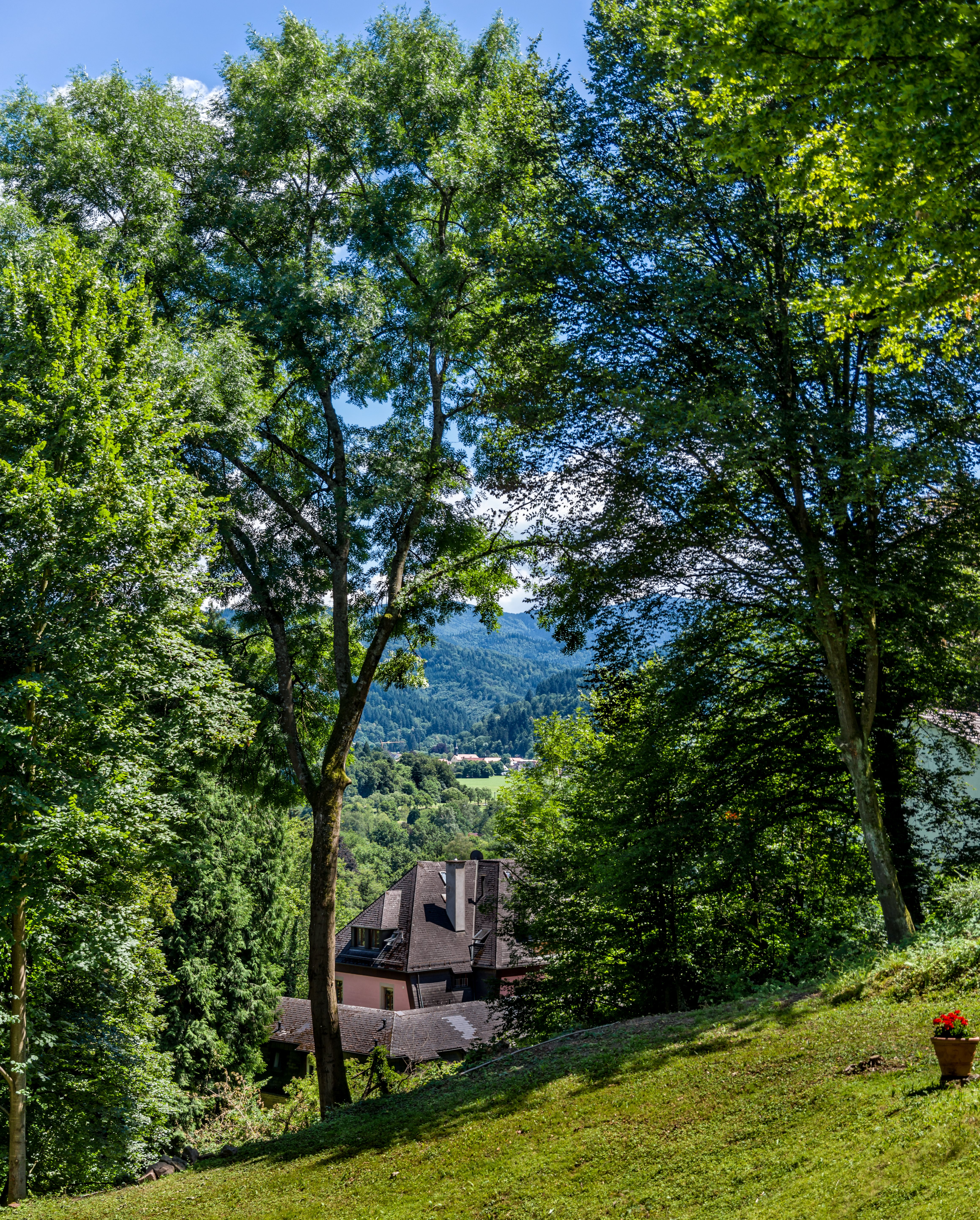
Blick in Richtung Günterstal auf das ehemalige Kloster
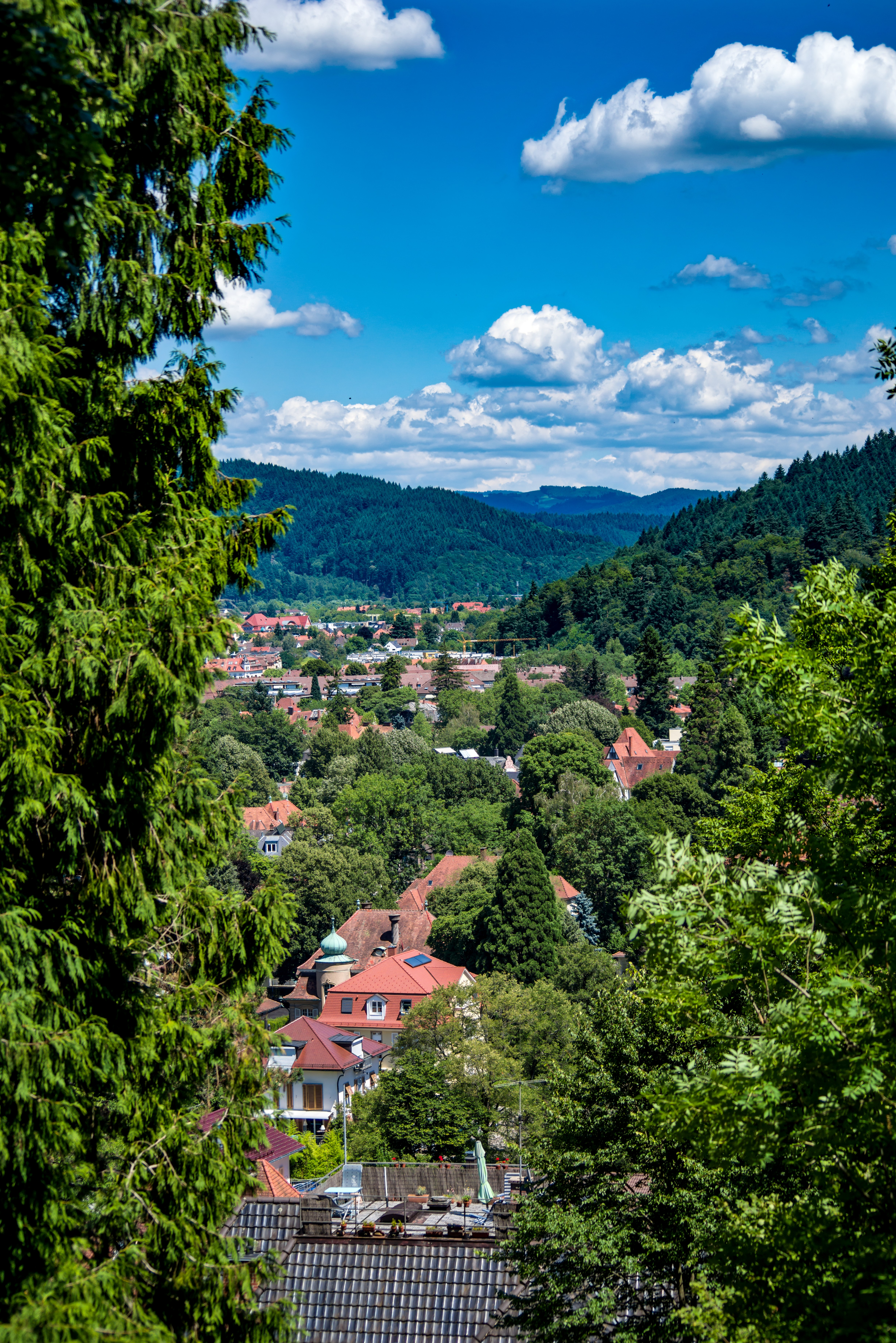
Blick auf Freiburg
Blick auf die Stadt
Blick auf Münster und Schlossberg

## Bruderhaus und Bewirtung

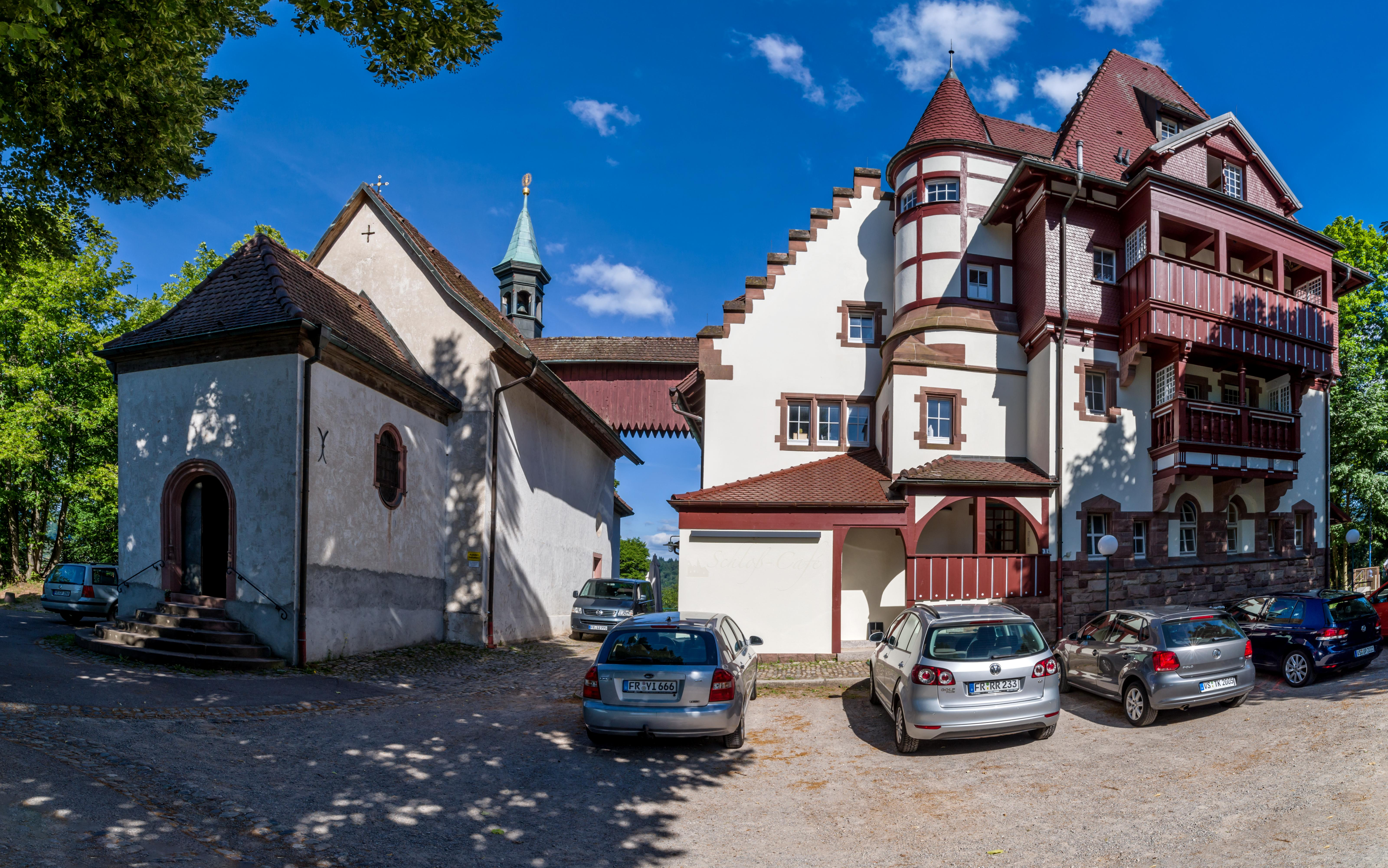
Das denkmalgeschützte Ensemble Kapelle und Gaststätte

Neben den drei Kapellen stand das „Bruderhäusle“ für den Sakristan. Dieser versorgte neben dem Messnerdienst auch Pilger und Wallfahrer, die auch aus dem Elsass kamen, mit Speis und Trank. Einen Besuchereinbruch gab es dann in der Zeit der Aufklärung, in der sogar die Kapellen geschlossen werden sollten. Im 19. Jahrhundert nahm die Besucherzahl wieder deutlich zu, weil das Bruderhaus auch wegen der schönen Aussicht ein beliebtes Ausflugsziel war, dies bereits vor den ersten Renovierungsarbeiten. Es entwickelte sich im Laufe der Zeit immer mehr zu einer Gartenwirtschaft und Ausflugsgaststätte. Als diese für die Besucherzahlen zu klein wurden, errichtete man in den Jahren 1903 bis 1905 auf den Fundamenten des alten Gebäudes den heutigen Bau „Zum Bruderhaus Loretto“, der sich im Stil an der deutschen Renaissance und am Jugendstil orientiert. Der Entwurf stammt vom Diözesanbaumeister Raimund Jeblinger, von dem unter anderem auch das Ordinariatsgebäude und die Haslacher Michaelskirche stammen. Das Lokal wurde später umbenannt in „Wappen von Freiburg“ und heißt heute „Schloss-Café“. Im Büfettraum hat sich ein Steinbogen des alten Bruderhäusles erhalten.
Das Schloss-Café ist durch einen hochliegenden, überdachten Gang mit dem Kapellenbau verbunden. Das Café befindet sich im Eigentum der kirchlichen Stiftung Breisgauer Katholischer Religionsfonds.

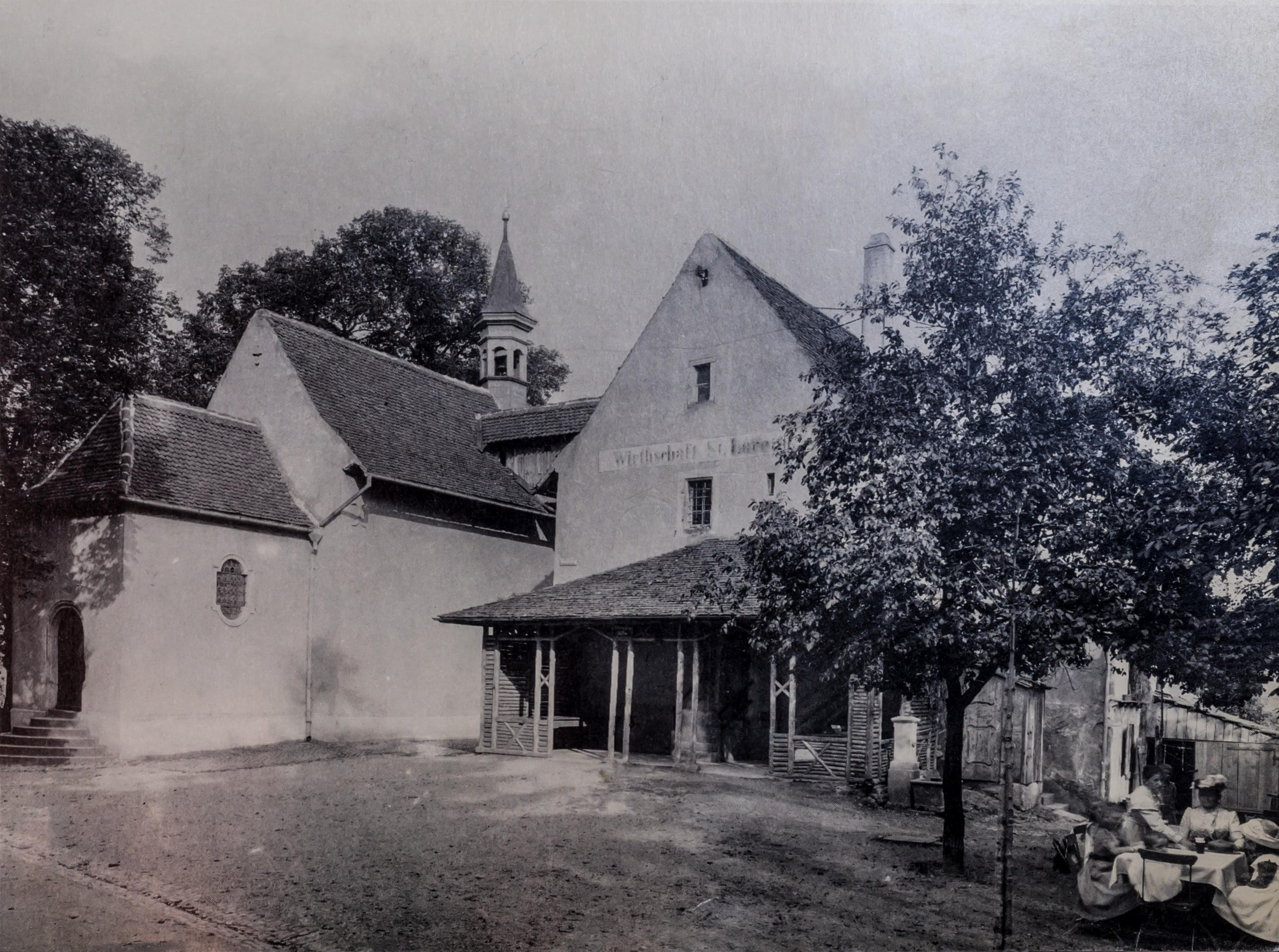
Das Bruderhaus im Jahre 1902
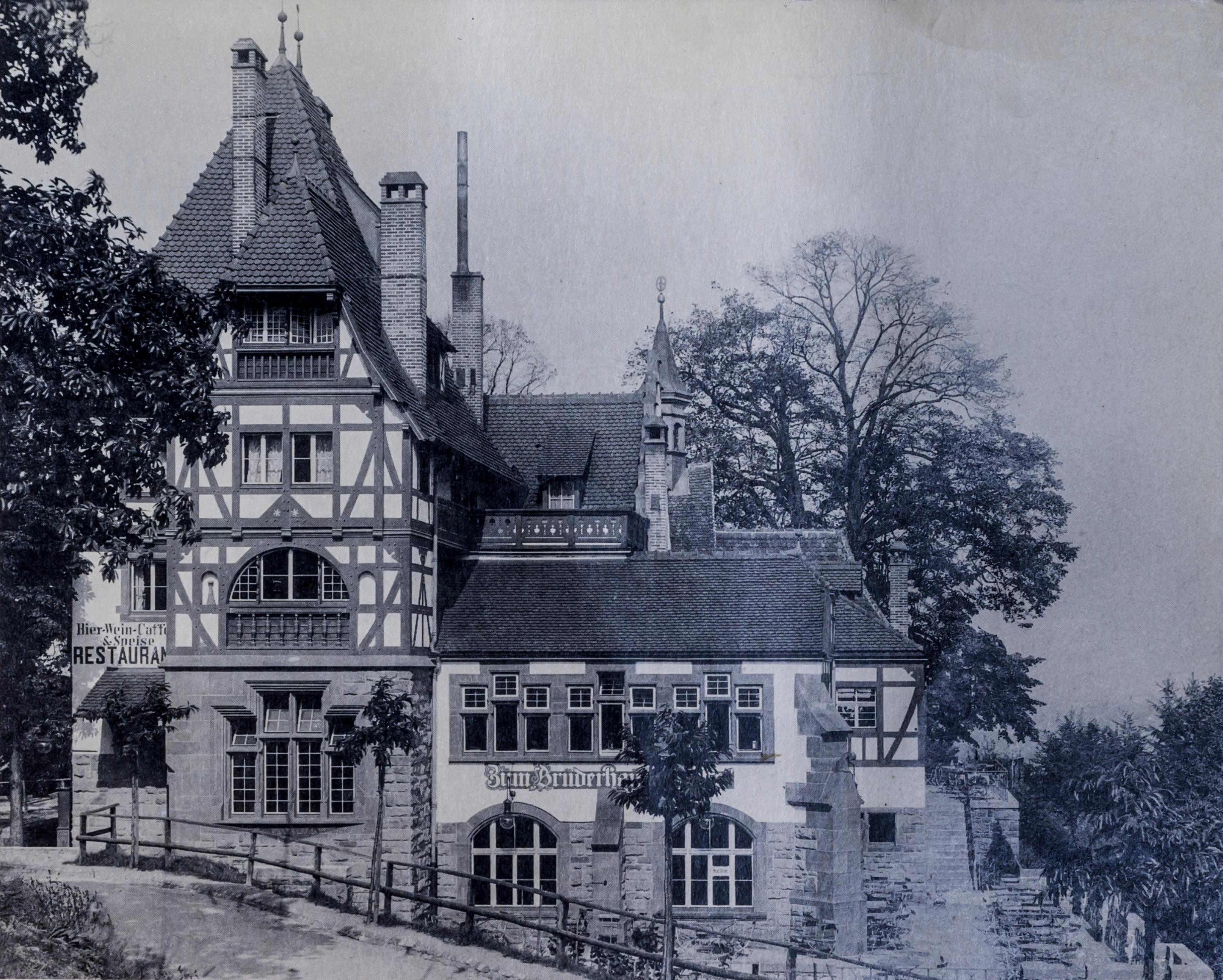
Der Neubau des Bruderhauses im Jahre 1907
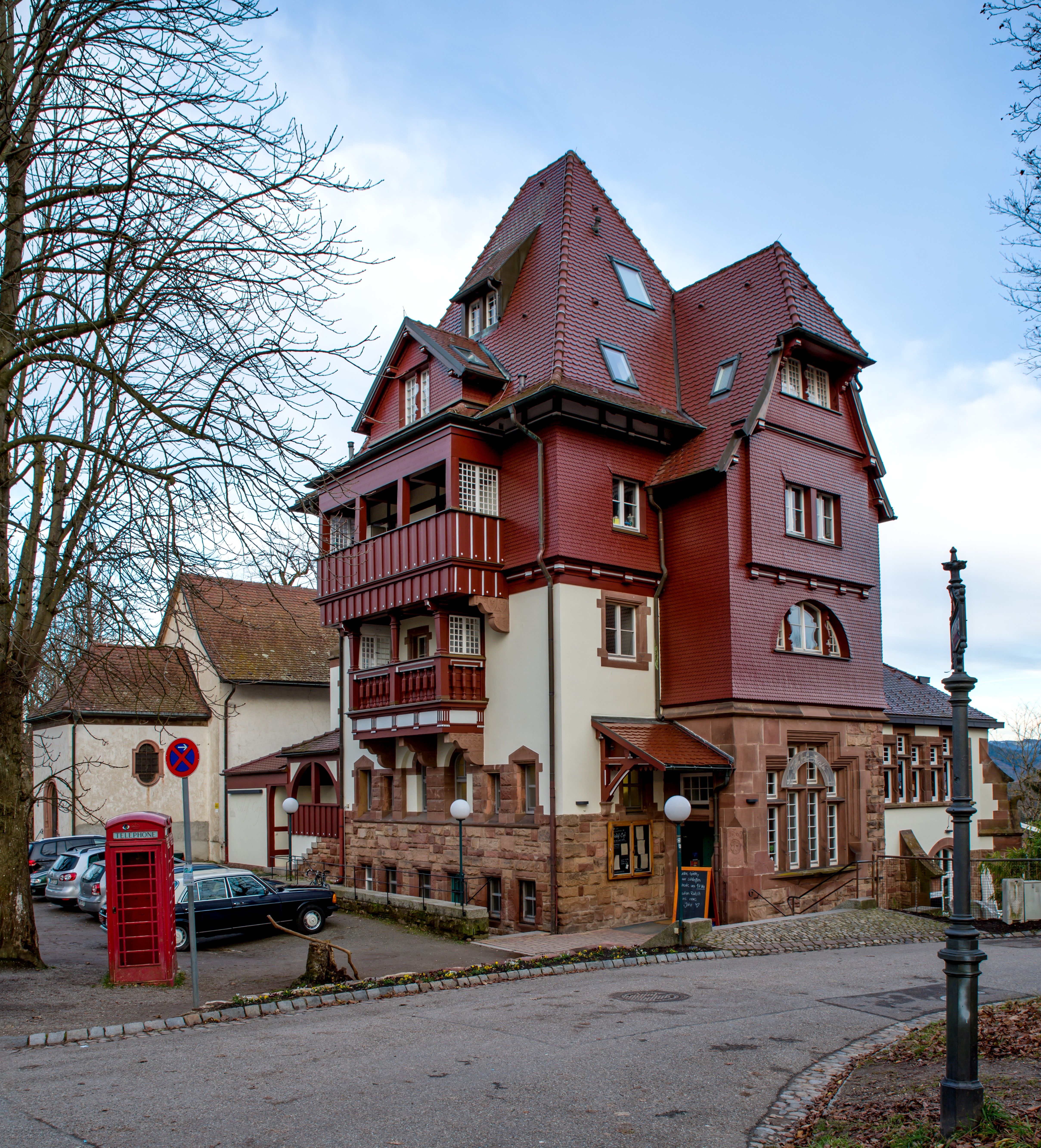
Das heutige "Schloss-Café"